# Liste von Zwischenfällen mit der Boeing 737
Die Liste von Zwischenfällen mit der Boeing 737 zeigt eine Übersicht über Zwischenfälle von Flugzeugen des Typs Boeing 737 mit Todesfolge oder Totalschaden.
Vom Erstflug im Jahr 1967 bis Januar 2021 kam es mit Boeing 737 zu 221 Totalschäden. Bei 93 davon kamen 5259 Menschen ums Leben. Beispiele:

## Bis 1980
- Am 20. Juli 1970 kollidierte eine Boeing 737-130 der Condor (Luftfahrzeugkennzeichen D-ABEL) im Anflug auf den spanischen Flughafen Reus nahe Tarragona mit einer Piper PA-28-140 Cherokee (EC-BRU), wobei alle drei Insassen der Piper ums Leben kamen. Die Boeing wurde repariert (siehe auch Condor-Flug 316).[2][3]

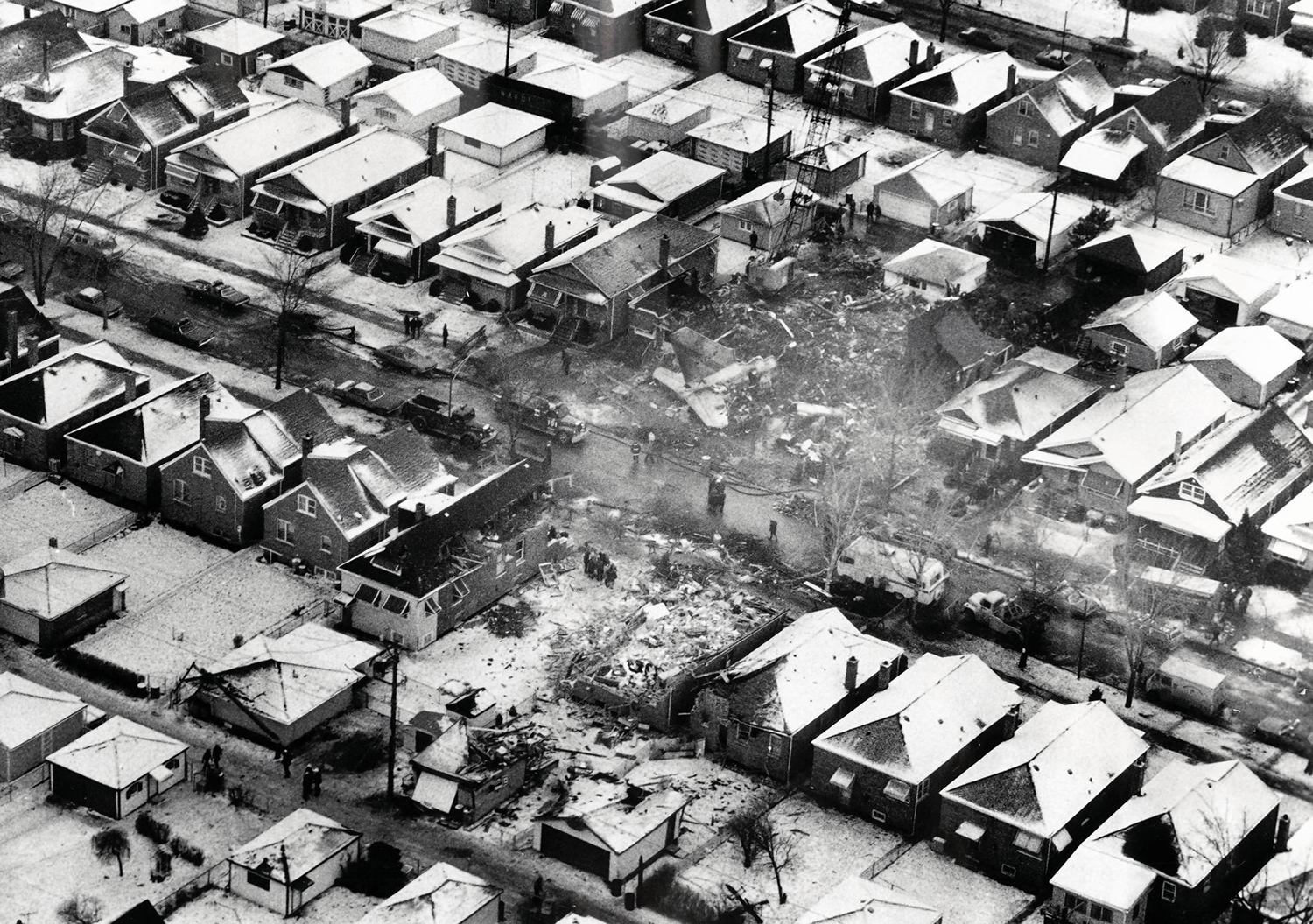
Unfallstelle der Boeing 737 der United Airlines, Dezember 1972

- Am 8. Dezember 1972 stürzte eine 737-200 der US-amerikanischen United Airlines (N9031U) beim Anflug auf den Flughafen Chicago-Midway nach einem Kontrollverlust in ein Wohngebiet. Dabei kamen 43 der 61 Personen an Bord der Maschine und zwei Personen am Boden ums Leben. Es war der erste Unfall einer Boeing 737 mit Todesopfern (siehe auch United-Air-Lines-Flug 553).[4]Absturzkoordinaten

- Am 31. Mai 1973 unterschritt der Kapitän einer Boeing 737-200 der Indian Airlines (VT-EAM) im Landeanflug auf den Flughafen Delhi bei schlechter Sicht mit ausgefahrenen Störklappen die Mindestflughöhe, ohne die Landebahn in Sicht zu haben. Die Maschine verfing sich schließlich in Hochspannungsleitungen, stürzte zu Boden und ging in Flammen auf. Von den 65 Personen an Bord starben 48 (siehe auch Indian-Airlines-Flug 440).[5]

- Am 17. Dezember 1973 wurde eine B737-130 der Lufthansa (D-ABEY) durch fünf palästinensische Terroristen vom Flughafen Rom-Fiumicino mit dem Ziel der Befreiung ihrer wegen Mordes in Wien inhaftierten Genossen El-Arid und Khanduran entführt. Zuvor hatten sie das Flugfeld gestürmt, eine Boeing 707-321B (N407PA Clipper Celestial) der Pan Am gesprengt[6] und insgesamt 32 Menschen ermordet.[7] Nach einem überstürzten Start landete die Maschine zunächst in Athen, wo eine italienische Geisel erschossen wurde. Am nächsten Tag erzwangen die Kidnapper den Weiterflug nach Kuwait, wo der Kapitän, trotz Versagung einer Landeerlaubnis, aus Treibstoffmangel zu einer Notlandung auf der durch Lastkraftwagen blockierten Piste gezwungen war. Die Entführer ergaben sich daraufhin den örtlichen Exekutivorganen, wurden in Kuwait aber wieder auf freien Fuß gesetzt und kamen in der Folge straffrei davon.[8]

- Am 13. Oktober 1977 wurde eine B737-200 der Lufthansa (Flug LH 181), (D-ABCE, Taufname Landshut) auf dem Weg von Palma nach Frankfurt am Main vom palästinensischen Terrorkommando Martyr Halimeh in den Nahen Osten entführt. Die Entführung endete am 18. Oktober 1977, als die GSG 9 in Mogadischu das Flugzeug stürmte und die Geiseln befreite (siehe auch Entführung des Flugzeugs „Landshut“).

- Am 4. Dezember 1977 stürzte eine entführte Boeing 737-200 der Malaysia Airlines (9M-MBD) über Tanjung Kupang, Johor ab. Alle 100 Passagiere und Besatzungsmitglieder wurden getötet. Da auf dem Cockpit Voice Recorder Schüsse zu hören waren, kamen die Ermittlungen zu dem Ergebnis, dass der Entführer die Piloten im Flug erschossen hatte (siehe auch Malaysia-Airlines-Flug 653).

- Am 12. Januar 1978 erfasste eine Boeing 737-2A8 der Indian Airlines (VT-EFL) bei der Landung auf dem Flughafen Hyderabad-Begumpet einen Fußgänger, der unbefugt die Landebahn betreten hatte. Der Mann wurde getötet, die 105 Insassen der Maschine blieben unverletzt (siehe auch Indian-Airlines-Flug 117).

- Am 11. Februar 1978 landeten die Piloten einer Boeing 737-200 der kanadischen Pacific Western Airlines (C-FPWC) gerade auf dem Cranbrook/Canadian Rockies International Airport, als sie feststellen mussten, dass ein Schneepflug ihre Landebahn noch nicht verlassen hatte. Sie aktivierten zunächst die Schubumkehr, leiteten jedoch im nächsten Moment ein Durchstartmanöver ein. Da beim Durchstarten die linke Schubumkehr noch aktiviert war, neigte sich das Flugzeug nach links und stürzte ab. Von den 49 Personen an Bord kamen 42 ums Leben (siehe auch Pacific-Western-Airlines-Flug 314).[9]

- Am 4. April 1978 traf eine Boeing 737-229C der belgischen Sabena (OO-SDH) während eines Trainingsfluges nach mehreren Anflügen mit Touch-and-Go-übungen auf dem Flughafen Charleroi (Belgien) beim achten Touch-and-Go auf der Landebahn einen Vogelschwarm. Der Trainingskapitän versuchte zunächst, dennoch abzuheben, brach den Start dann aber ab. Die verbliebene Landebahnlänge war viel zu kurz, so dass die Maschine das Bahnende überrollte, die Localizer-Antennen demolierte und ins Rutschen geriet. Das rechte Hauptfahrwerk brach ab, Triebwerk Nr. 2 riss ab und das Flugzeug kam erst 300 Meter hinter dem Landebahnende zum Stillstand. Dort brannte es aus. Alle 3 Piloten, die einzigen Insassen auf dem Trainingsflug, überlebten den Unfall.[10]

- Am 17. Dezember 1978 waren an einer Boeing 737-200 der Indian Airlines (VT-EAL) beim Start vom Flughafen Hyderabad-Begumpet die Auftriebshilfen nicht ausgefahren. Das Flugzeug gewann kaum an Höhe und machte auf der Startbahn eine Bauchlandung mit eingezogenem Fahrwerk. Die Maschine rutschte durch die Flughafenumzäunung, über einen Kanal und kam in steinigem Gelände zum Stehen. Ein Feuer brach aus, das die Maschine vollständig zerstörte. Von den 132 Personen an Bord wurde ein Passagier getötet, außerdem starben drei Landschaftsgärtner, die zum Unfallzeitpunkt die Wiese nahe der Flughafenumzäunung mähten (siehe auch Indian-Airlines-Flug 403).[11]

- Am 26. April 1979 explodierte im Anflug auf den Flughafen Madras (Indien) ein Sprengsatz in der vorderen Bordtoilette einer Boeing 737-200 der Indian Airlines (VT-ECR), was zu einem kompletten Ausfall der Elektronik führte. Da deshalb auch die Landeklappen nicht ausgefahren werden konnten, das Antiblockiersystem und die Schubumkehr ausgefallen waren, überrollte die Maschine bei der Landung das Bahnende und brannte aus. Alle 67 Personen, sechs Besatzungsmitglieder und 61 Passagiere konnten sich aus der Maschine retten (siehe auch Flugunfall einer Boeing 737 der Indian Airlines 1979 auf dem Flughafen Madras).[12]

## 1981–1990

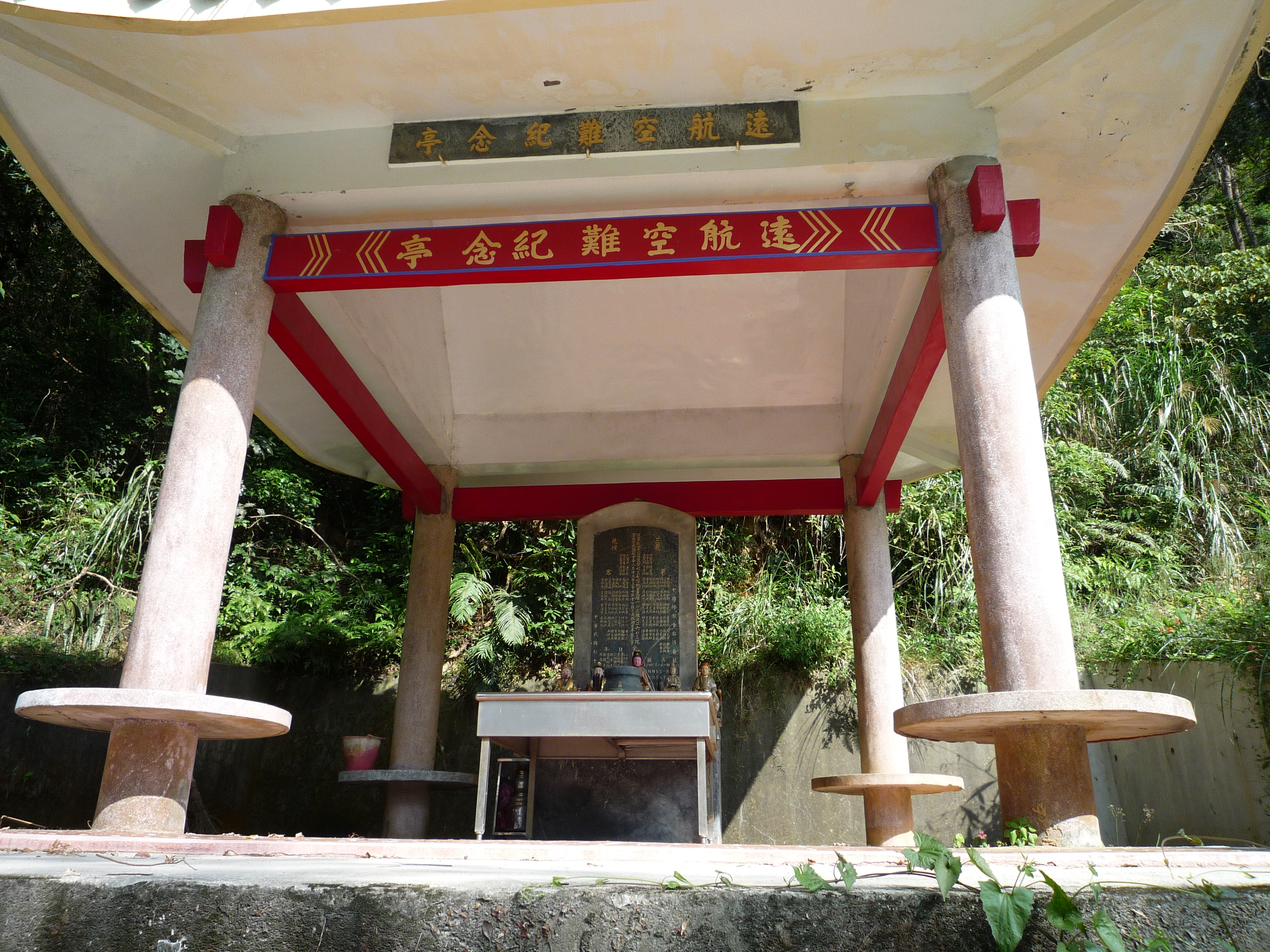
Gedenkstätte für die Opfer des Unfalls auf dem Far-Eastern-Air-Transport-Flug 103

- Am 22. August 1981 verunglückte eine Boeing 737-200 der taiwanischen Far Eastern Air Transport (B-2603) auf dem Flug von Taipeh nach Kaohsiung infolge eines korrosionsbedingten Strukturversagens in der Luft. Von den 104 Passagieren, darunter die japanische Schriftstellerin Kuniko Mukōda, und den sechs Besatzungsmitgliedern überlebte niemand (siehe auch Far-Eastern-Air-Transport-Flug 103).

- Am 13. Januar 1982 stürzte eine Boeing 737-222 (N62AF) der US-amerikanischen Air Florida kurz nach dem Start vom Washington National Airport auf der Höhe des Pentagon in den Potomac River. Dabei starben 74 von 79 Insassen sowie vier Personen am Boden. Grund für den Absturz war, dass die Piloten nach Schneefall die Staurohrheizung für die Triebwerksstaurohre nicht anschalteten, sodass diese vereisten. Zudem waren die Tragflächen mit Schnee bedeckt, da zwischen Enteisung und Start zu viel Zeit verstrichen war (siehe auch Air-Florida-Flug 90).

- Am 25. Mai 1982 setzte eine Boeing 737-200 der brasilianischen VASP (PP-SMY) während der Landung auf dem Flughafen Brasília bei Regenwetter mit dem Bugfahrwerk zuerst auf. Das Bugfahrwerk brach, wodurch die Maschine von der Rollbahn abkam und der Rumpf auseinanderbrach. Von den 118 Personen an Bord starben zwei Passagiere (siehe auch VASP-Flug 234).[13]

- Am 22. Februar 1983 stürzte eine Boeing 737-200 der Viação Aérea São Paulo (VASP) (PP-SNC) während eines Trainingsflugs am Flughafen Manaus ab, wobei die beiden an Bord befindlichen Besatzungsmitglieder starben. Es sollte ein Start mit asymmetrischer Triebwerksleistung simuliert werden, bei dem der Pilot die Kontrolle über die Maschine verlor. Bei der Erhöhung des Schubs kam es zu einem Flammabriss am Triebwerk, woraufhin die Maschine abstürzte (siehe auch Flugunfall der VASP bei Manaus 1983).[14]

- Am 11. Juli 1983 streifte eine Boeing 737-200 der TAME Ecuador (HC-BIG) im Landeanflug auf den Flughafen Cuenca (Ecuador) einen Gebirgskamm und stürzte 1,5 Kilometer vor der Landebahn in hügeliges Gelände. Alle 119 Menschen an Bord starben. Berichten zufolge war der Kapitän nicht ausreichend kompetent für diesen Flug (siehe auch TAME-Ecuador-Flug 173).[15]

- Am 23. September 1983 stürzte eine Boeing 737-200 der Gulf Air aus Bahrain (A4O-BK) auf dem Flug von Karatschi nach Abu Dhabi nahe Mino Jebel Ali in den Vereinigten Arabischen Emiraten ab, nachdem im Frachtraum eine Bombe explodiert war. Alle 112 Insassen, darunter 107 Passagiere und fünf Besatzungsmitglieder, kamen bei dem Absturz ums Leben (siehe auch Gulf-Air-Flug 771).[16]

- Am 8. November 1983 stürzte eine Boeing 737-200 der TAAG Angola Airlines (D2-TBN) beim Start vom Flughafen Lubango ab; alle 130 Insassen starben. Unmittelbar nach dem Abheben brach das Flugzeug nach links aus und ging in einen Sinkflug über, wobei die linke Tragfläche den Boden berührte. Die Maschine schlug rund 800 Meter hinter der Startbahn auf und brannte vollständig aus. Nach Angaben der angolanischen Regierung war ein technischer Defekt die Absturzursache. UNITA-Rebellen gaben an, die Maschine mit Raketen abgeschossen zu haben (siehe auch TAAG-Angola-Airlines-Flug 462).[17]

- Am 30. August 1984 brach an einer auf dem Flughafen Douala rollenden Boeing 737-200 der Cameroon Airlines TJ-CBD die Verdichterschaufel des linken JT8D-Triebwerks. Umherfliegende Trümmerteile durchschlugen Tragfläche und Tank, wodurch die Maschine in Brand geriet. Bei der darauffolgenden Evakuierung konnten sich 114 der 116 Personen an Bord aus der Maschine retten, zwei Passagiere kamen in dem Brand um (siehe auch Cameroon-Airlines-Flug 786).[18]

- Am 15. April 1985 kollidierte eine Boeing 737-200 der Thai Airways (HS-TBB) beim Landeanflug auf den Flughafen Phuket nach einem Ausfall beider Triebwerke mit einem Berghang. Alle elf Menschen an Bord starben (siehe auch Flugunfall einer Boeing 737 der Thai Airways bei Phuket 1985).[19]

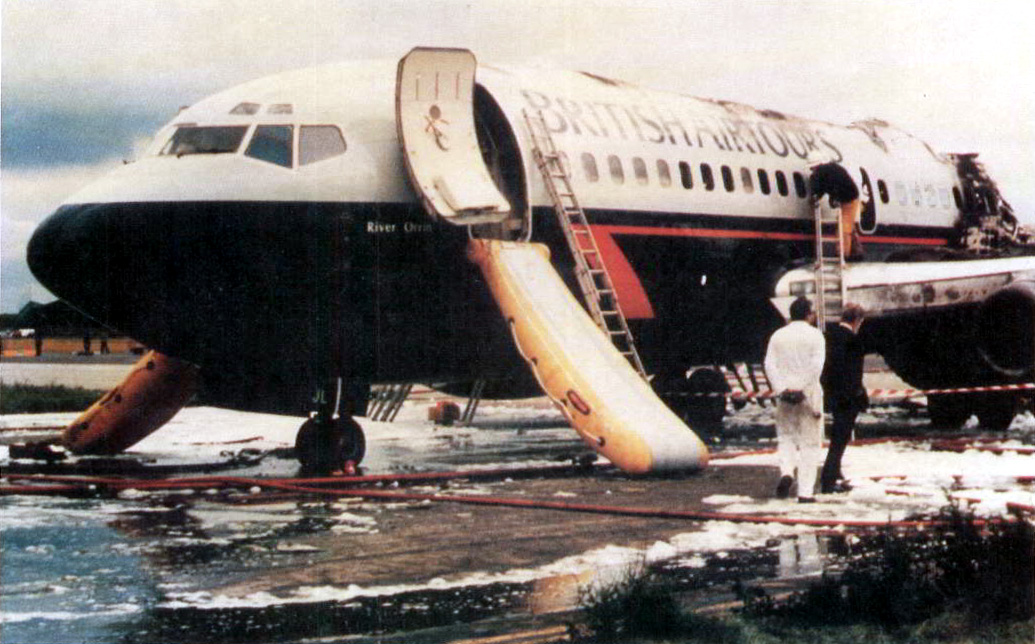
Wrack der Boeing 737 von British Airtours, August 1985

- Am 22. August 1985 mussten die Piloten einer Boeing 737-236 Advanced der British Airtours (G-BGJL) den Start vom Manchester Airport abbrechen. Das linke Triebwerk war in Brand geraten. Die Besatzung steuerte das Flugzeug an den Rand des Rollfeldes. Durch den Wind wurde das Feuer weiter angefacht, es griff nach einer Minute auf die Kabine über. Weil sie die Maschine nicht rechtzeitig verlassen konnten, starben 55 Menschen; 82 überlebten (siehe auch British-Airtours-Flug 28M).

- Am 23. November 1985 wurde eine Boeing 737-266 der Egypt Air (SU-AYH) auf dem Flug von Athen nach Kairo durch Angehörige der Abu-Nidal-Organisation entführt. Neben den Entführern wurden dann auf dem Flughafen Malta von den 98 Insassen auch 57 Geiseln durch Rauchvergiftung und Schussverletzungen getötet. Die Maschine wurde zerstört (siehe auch Egypt-Air-Flug 648).[20]

- Am 28. Januar 1986 versuchten die Piloten einer Boeing 737-200 der VASP (PP-SME) irrtümlich, von einer Rollbahn zu starten, da sie diese im Nebel mit der Startbahn verwechselt hatten. Als sie ihren Fehler bemerkten, brachen sie den Start ab, die Maschine überrollte jedoch die Bahn, prallte gegen einen Damm und brach auseinander. Von den 72 Personen an Bord starb ein Passagier (siehe auch VASP-Flug 210).[21]

- Am 16. Februar 1986 wurde eine von Taipeh kommende Boeing 737-281 der taiwanischen China Airlines (B-1870) beim Landeanflug 19 Kilometer vom Flughafen Magong entfernt ins Meer geflogen; dabei starben alle 13 Flugzeuginsassen. Die Unfallart war ein gesteuerter Flug ins Gelände (CFIT; Controlled flight into terrain) (siehe auch China-Airlines-Flug 2265).[22]

- Am 15. Oktober 1986 wurde während eines Luftangriffs des Irak auf den Flughafen Schiras eine Boeing 737-200 der Iran Air (EP-IRD) auf dem Vorfeld zerstört. Hierbei starben drei Passagiere, die das zuvor dort gelandete Flugzeug verlassen wollten.[23]

- Am 25. Dezember 1986 versuchten auf dem Flug einer Boeing 737-200 der Iraqi Airways (YI-AGJ) von Bagdad nach Amman etwa 55 Minuten nach dem Start in einer Höhe von ungefähr 8000 Meter (FL260) vier Terroristen, in das Cockpit einzudringen. Während Flugsicherheitsbegleiter versuchten, die Situation unter Kontrolle zu bringen, wurde eine Handgranate in die Passagierkabine geworfen, woraufhin umgehend ein Notabstieg eingeleitet wurde. Etwa bei Erreichen von 5000 Meter Höhe (FL160) explodierte im Bereich des Cockpits eine Handgranate. Beim Versuch einer Notlandung in ʿArʿar kam es zum Kontrollverlust. Dabei starben 63 der 106 Menschen an Bord (siehe auch Iraqi-Airways-Flug 163).[24]

- Am 4. August 1987 setzte eine Boeing 737-200 der LAN Chile (CC-CHJ) im Landeanflug auf den Flughafen Calama-El Loa 520 Meter vor der versetzten Landebahnschwelle auf, da der Kapitän durch die Sonne geblendet wurde. Der Rumpf zerbrach. Von den 33 Insassen an Bord starb ein Passagier. Eine halbe Stunde nach der Landung kam es zu einem Brand, das Flugzeug brannte komplett aus. Die Landebahn war wegen Bauarbeiten um 880 Meter versetzt worden, was der Kapitän nicht wusste (siehe auch Flugunfall einer Boeing 737 der LAN Chile).[25]

- Am 31. August 1987 stürzte eine Boeing 737-200 der Thai Airways (HS-TBC) während des Anflugs ins Meer, wobei alle 83 Insassen getötet wurden. Untersuchungen ergeben einen Strömungsabriss aufgrund menschlichen Versagens als Ursache (siehe auch Thai-Airways-Flug 365).[26]

- Am 2. Januar 1988 kam es zu einem Unfall der Kategorie gesteuerter Flug ins Gelände, als eine Boeing 737-200 (D-ABHD) der Condor in der Nähe von Izmir durch Navigationsfehler nach dem Empfang einer Nebenkeule des Instrumentenlandesystems mit einem Berg kollidierte. Keine der 16 Personen an Bord überlebte den Unfall (siehe auch Condor-Flug 3782).[27]

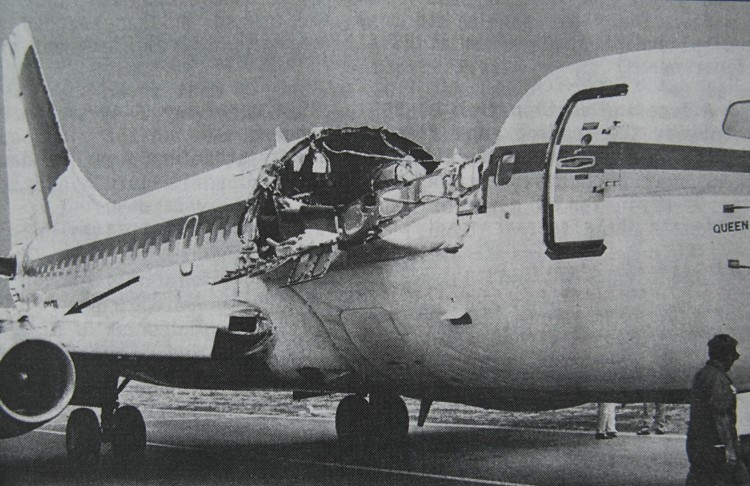
Wrack der Boeing 737 von Aloha Airlines, April 1988

- Am 28. April 1988 ereignete sich ein sehr spektakulärer Zwischenfall einer Boeing 737-200 (N73711) der US-amerikanischen Aloha Airlines auf dem Flug von Hilo nach Honolulu. Während des Fluges wurde durch einen Ermüdungsbruch ein großer Teil der vorderen Kabine und des Daches aufgerissen. Eine Flugbegleiterin starb; die Piloten konnten das Flugzeug notlanden. Es wurde danach verschrottet (siehe auch Aloha-Airlines-Flug 243).

- Am 19. Juni 1988 machten die Piloten einer Boeing 737-2A8 der Indian Airlines (VT-EAI) auf dem Flughafen Delhi-Indira Gandhi (Indien) aufgrund schlampiger Arbeit mit den Verfahren eine Bauchlandung, weil sie vergessen hatten, das Fahrwerk auszufahren. Das Flugzeug geriet in Brand und wurde irreparabel beschädigt. Alle 134 Insassen, sechs Besatzungsmitglieder und 128 Passagiere, überlebten den Unfall.[28]

- Am 15. September 1988 hob eine Boeing 737-200 der Ethiopian Airlines (ET-AJA) in Bahir Dar gerade ab, als einige Tauben in beide Triebwerke gesaugt wurden. Beide Triebwerke verloren durch den Vogelschlag an Schubkraft. Der Cockpit-Besatzung gelang trotzdem noch eine Notlandung in der Nähe des Flughafens, bei der allerdings 35 der 98 Passagiere starben (siehe auch Ethiopian-Airlines-Flug 604).[29]

- Am 19. Oktober 1988 unterschritten die Piloten einer Boeing 737-200 der Indian Airlines (VT-EAH) bei schlechter Sicht im Landeanflug auf den Flughafen Ahmedabad die Mindestflughöhe. Die Maschine streifte einen Hochspannungsmast, stürzte auf ein Reisfeld und ging in Flammen auf. Von den 135 Menschen an Bord starben 133 (siehe auch Indian-Airlines-Flug 113).[30]

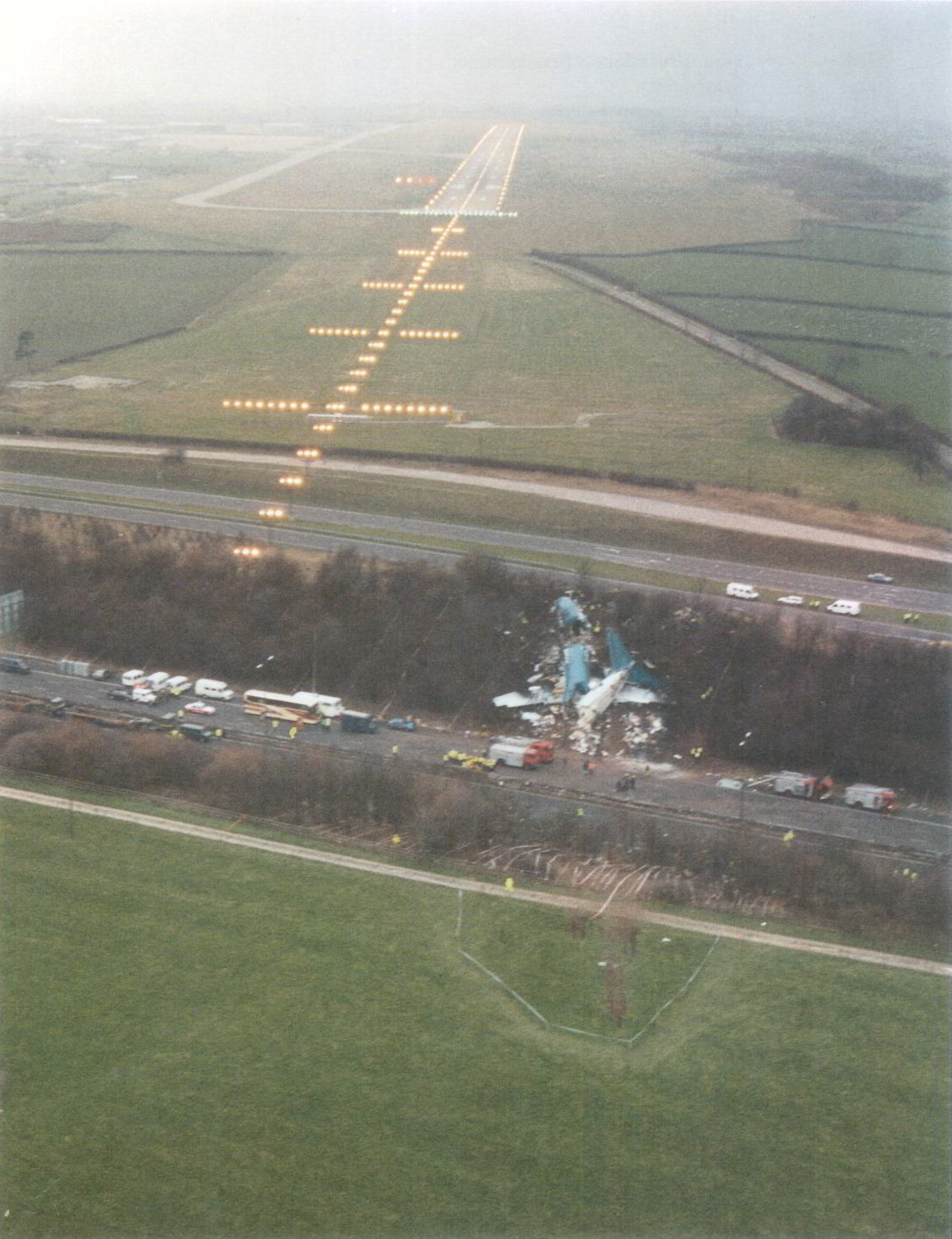
Unfallstelle der Boeing 737 von British Midland, Januar 1989

- Am 8. Januar 1989 kam es an einer Boeing 737-400 der British Midland Airways (G-OBME) auf dem Flug 92 von London Heathrow nach Belfast zu einem Triebwerksschaden. Die Maschine stürzte ab, nachdem die Piloten infolge mangelhafter Ausbildung für die neue -400 irrtümlich das intakte Triebwerk abgestellt hatten, woraufhin das beschädigte kurz vor Erreichen des für eine Notlandung vorgesehenen East Midlands Airport explodiert war. Von den 126 Menschen an Bord kamen 47 ums Leben (siehe auch British-Midland-Flug 092).[31]

- Am 3. September 1989 kam es mit einer Boeing 737-241 der brasilianischen VARIG (PP-VMK) zu einer Bruchlandung im zentralen Amazonas-Regenwald, nachdem die Piloten den Flughafen Belém nicht finden konnten und der Maschine der Treibstoff ausgegangen war. Sie wurde erst 2 Tage später gefunden, rund 1100 Kilometer von ihrem eigentlichen Flugziel entfernt. Ursächlich war, dass die Piloten aufgrund einer missverständlich dargestellten Kursangabe auf dem Flugplan einen falschen Kurs in den Autopiloten eingaben, der sie, in der Finsternis unbemerkt, bis zum Ausgehen des Treibstoffs auf einen westlichen Kurs brachte. Von den 54 Insassen überlebten 41, jedoch kamen 13 ums Leben (siehe auch VARIG-Flug 254).[32]

- Am 20. September 1989 schoss eine Boeing 737-400 der USAir (N416US) nach dem Abbruch des Starts auf dem Flughafen New York-LaGuardia über das Bahnende hinaus und stürzte in den East River. Die Maschine zerbrach dabei in drei Stücke; zwei Passagiere kamen ums Leben. Ursachen waren ein entgegen den Checklisten vertrimmtes Seitenruder sowie unverständliche und missverständliche Kommandos des Kapitäns (siehe auch USAir-Flug 5050).[33]

- Am 26. Oktober 1989 wurde eine Boeing 737-209 der China Airlines (B-180) drei Minuten nach dem Start vom Flughafen Hualien etwa 5,5 Kilometer nördlich davon in einer Höhe von etwa 2100 Metern gegen den Berg Chiashan geflogen. Dabei wurden alle 54 Flugzeuginsassen (7 Besatzungsmitglieder, 47 Passagiere) getötet. Als Unfallursache wurde ermittelt, dass die Piloten irrtümlich das falsche Abflugverfahren gewählt und statt einer Rechtskurve eine Linkskurve geflogen hatten. Die Unfallart war somit ein Controlled flight into terrain (CFIT) (siehe auch China-Airlines-Flug 204).[34]

- Am 11. Mai 1990 explodierte vor dem Start in Manila der mittlere Tank einer Boeing 737-300 der Philippine Airlines (EI-BZG). Die Maschine brannte aus, noch bevor sie vollständig geräumt werden konnte. Von den 120 Personen an Bord starben 8 (siehe auch Philippine-Airlines-Flug 143).[35]

- Am 2. Oktober 1990 kollidierte auf dem Flughafen Guangzhou-Baiyun (alt) eine entführte Boeing 737-247 der chinesischen Xiamen Airlines (B-2510) mit zwei anderen Flugzeugen. Als der Kapitän wegen Treibstoffmangels notlanden wollte, kam es in der Landephase zu einem Handgemenge mit dem Entführer, worauf die Maschine hart aufsetzte und von der Landebahn abkam. Sie kollidierte mit einer geparkten Boeing 707 der China Southwest Airlines (B-2402) und einer Boeing 757-21B der China Southern Airlines (B-2812), deren Piloten auf die Startfreigabe warteten. In der außer Kontrolle geratenen Boeing 737 wurden 82 der 102 Menschen an Bord getötet, in der Boeing 757 starben 46 von 122 Insassen. In der Boeing 707 überlebte das einzige an Bord befindliche Besatzungsmitglied (siehe auch Xiamen-Airlines-Flug 8301).[36][37][38]

## 1991–2000

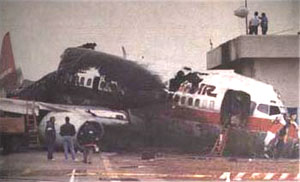
Wrack der Boeing 737-300 N388US der USAir (Februar 1991)

- Am 1. Februar 1991 gab eine Fluglotsin auf dem Flughafen Los Angeles International nachts den Piloten einer Boeing 737-300 der USAir (N388US) die Landefreigabe, wobei sie aufgrund der Sicht vom Tower eine Fairchild Swearingen Metro III der Skywest Airlines (N683AV), welcher in der Mitte der Startbahn wartete, nicht sehen konnte. Die beiden Flugzeuge kollidierten. Dabei kamen alle 12 Insassen der Metro sowie 22 Personen an Bord der Boeing ums Leben. Als Unfallursache erwies sich neben der ungenügenden Beleuchtung der Metro in erster Linie menschliches Versagen der zuständigen Fluglotsin (siehe USAir-Flug 1493).[39][40]

- Am 3. März 1991 stürzte eine 737-200 der US-amerikanischen United Airlines (N999UA) mit 20 Passagieren und fünf Besatzungsmitgliedern im Landeanflug auf Colorado Springs ab, wobei alle 25 Insassen starben (siehe auch United-Airlines-Flug 585). Der Absturz wurde durch einen plötzlichen unkontrollierten Ausschlag des Seitenruders verursacht, was jedoch erst nach weiteren Zwischenfällen dieser Art festgestellt werden konnte (siehe etwa USAir-Flug 427).

- Am 16. August 1991 wurde eine aus Kalkutta kommende Boeing 737-200 der Indian Airlines (VT-EFL) beim Anflug auf den Flughafen Imphal in einen Hügel geflogen, weil die Piloten vom Landekurs abgewichen waren. Durch diesen CFIT (Controlled flight into terrain) wurden alle 69 Menschen an Bord getötet (siehe auch Indian-Airlines-Flug 257).[41]

- Am 6. Juni 1992 stürzte eine Boeing 737-200 der panamaischen Copa Airlines (HP-1205CMP) mit 40 Passagieren und 7 Besatzungsmitgliedern an Bord in der Provinz Darién an der Grenze zwischen Panama und Kolumbien ab. Es gab keine Überlebenden. Ermittler fanden heraus, dass eines der Kreiselinstrumente der Boeing 737 ausgefallen war, die Piloten aber nicht richtig reagiert und in Folge die Kontrolle über das Flugzeug verloren hatten (siehe auch Copa-Airlines-Flug 201).[42][43]

- Am 22. Juni 1992 befand sich die Besatzung einer Boeing 737-200C der brasilianischen VASP (PP-SND) im Sinkflug auf Cruzeiro do Sul (Acre), als wiederholt das Warnsignal für das Frachtabteil ertönte. Derart abgelenkt, steuerte die Besatzung die Maschine in den Regenwald. Alle drei Besatzungsmitglieder kamen bei dem Unfall ums Leben (siehe auch VASP-Flug 780).[44]

- Am 24. November 1992 endete ein Flug der China Southern Airlines (B-2523) vom Flughafen Guangzhou-Baiyun (alt) nach Guilin mit dem Absturz der 737-300 im Anflug auf den Flughafen Guilin-Qifengling. Alle 141 Menschen an Bord kamen ums Leben (siehe auch China-Southern-Airlines-Flug 3943).

- Am 30. März 1993 wurde eine Boeing 737-300 der Thailändischen Luftwaffe (33-3333) zurück zu ihrer Eigentümerin überführt, nachdem sie sich für Wartungsarbeiten bei Thai Airways befunden hatte. Während des Fluges meldete die Besatzung Triebwerksprobleme. Kurz darauf neigte sich das Flugzeug zur Seite und stürzte bei Mueang Khon Kaen ab.[45]

- Am 26. April 1993 hob eine stark beladene Boeing 737-200 der Indian Airlines (VT-ECQ) erst am Ende der Startbahn des Flughafens Aurangabad ab. Die Maschine stieß mit ihrem Fahrwerk gegen einen LKW, der Baumwollernte transportierte, flog dann in eine Hochspannungsleitung und stürzte zu Boden. Von den 118 Menschen an Bord starben 55 (siehe auch Indian-Airlines-Flug 491).[46]

- Am 26. Juli 1993 wurde eine Boeing 737-500 der koreanischen Asiana Airlines (HL7229) auf dem Flug von Seoul-Gimpo im Landeanflug auf Mokpo bei Regen und schlechter Sicht in einen Berg geflogen. Irrtümlich waren die Piloten davon ausgegangen, den Berg bereits überflogen zu haben. Durch diesen CFIT (Controlled flight into terrain) wurden 68 Insassen getötet, 66 Passagiere und zwei Crewmitglieder; nur 48 der 116 Menschen an Bord überlebten (siehe auch Asiana-Airlines-Flug 733).[47]

- Am 8. März 1994 wurde mit einer Boeing 737-200 der indischen Sahara Airlines (VT-SIA) ein Trainingsflug am Flughafen Neu-Delhi durchgeführt. Fünf Touch-and-Go-Landungen erfolgten ohne besondere Vorkommnisse, nach der sechsten neigte sich die Maschine plötzlich stark nach links und stürzte auf das Vorfeld des internationalen Terminals. Das brennende Wrack der Maschine rutschte gegen eine Iljuschin Il-86 der Aeroflot, welche daraufhin ebenfalls in Brand geriet und zerstört wurde. Bei dem Unfall starben alle vier Besatzungsmitglieder der Boeing, in der Iljuschin vier weitere Menschen sowie eine Person auf dem Vorfeld. Ursache war die Betätigung des Seitenruders durch einen auszubildenden Piloten in die falsche Richtung bei einem simulierten Triebwerksausfall (siehe auch Flugunfall am Flughafen Delhi 1994).[48]

- Am 8. September 1994 stürzte eine Boeing 737-300 der USAir (N513AU) bei Aliquippa (Pennsylvania) im Landeanflug auf den Pittsburgh International Airport aus einer Höhe von 1100 Metern fast senkrecht ab. Ursache war ein Defekt am Seitenruder, der zum Vollausschlag und Kontrollverlust führte. Alle 132 Menschen an Bord wurden getötet (siehe auch USAir-Flug 427).[49][50]

- Am 21. Dezember 1994 stürzte eine Boeing 737-200 der Air Algérie (7T-VEE) auf dem Weg vom Flughafen East Midlands kurz vor der Landung in Coventry ab, wobei alle fünf Besatzungsmitglieder starben (siehe auch Air-Algérie-Flug 702P).[51]

- Am 29. Dezember 1994 verunglückte eine Boeing 737-400 der Turkish Airlines (TC-JES) von Ankara kommend beim Landeanflug auf den Flughafen Ferit Melen in Van ab. Die Maschine wurde in etwa 1700 Metern Höhe bei schlechter Sicht und Schneegestöber gegen einen Berg geflogen. Bei diesem CFIT (Controlled flight into terrain) wurden 57 der 76 Insassen getötet, fünf der sieben Besatzungsmitglieder sowie 52 der 69 Passagiere (siehe auch Turkish-Airlines-Flug 278).[52]

- Am 9. August 1995 verunglückte eine Boeing 737-200 der guatemaltekischen Aviateca (N125GU) auf einem Flug von Guatemala-Stadt nach San Salvador. Als die Maschine auf ein Gewitter zuflog, entschloss man sich, dieses zu umfliegen. Während dieses Manövers erklang eine GPWS-Warnung. Obwohl die Besatzung nach dem Ertönen des Warntons vollen Schub gab, konnte sie den Zusammenstoß mit dem Vulkan Chichontepec in 1800 Metern Höhe nicht mehr abwenden. Alle 65 Insassen der Maschine starben (siehe auch Aviateca-Flug 901).[53]

- Am 13. November 1995 kam eine Boeing 737-200 der Nigeria Airways (5N-AUA) nach einem extrem instabilen Anflug in Kaduna, Nigeria erst sehr spät auf der Landebahn auf. Beim Überschießen der Landebahn brach die Maschine auseinander und geriet in Brand. Von 138 Menschen an Bord starben 11 (siehe auch Nigeria-Airways-Flug 357).[54]

- Am 2. Dezember 1995 wurde eine Boeing 737-2A8 der Indian Airlines (VT-ECS) auf dem Flughafen Delhi (Indien) nach einem völlig unstabilen Anflug erst 610 Meter vor dem Landebahnende aufgesetzt. Natürlich konnte die Maschine auf der verbleibenden Landebahnlänge nicht mehr zum Stillstand gebracht werden, zumal die Bremsklappen auch nicht ausgefahren wurden, überrollte das Landebahnende und rammte auf dem unebenen Boden einen 45 Zentimeter hohen Kabelkanal aus Zementbeton. Das Flugzeug wurde irreparabel beschädigt. Alle 108 Insassen, sechs Besatzungsmitglieder und 102 Passagiere, überlebten den Unfall.[55]

- Am 3. Dezember 1995 stürzte eine Boeing 737-200 der Cameroon Airlines (TJ-CBE) bei der Landung in Douala in einen Mangrovenwald. Kurz vor dem Absturz hatte die Besatzung ein Durchstartmanöver eingeleitet und von Problemen mit dem Flugzeug berichtet. Wie später festgestellt wurde, war die Verdichterschaufel des linken Triebwerks wegen Materialermüdung gebrochen, wodurch die Flugbahn beeinträchtigt wurde. Die Besatzung hatte das Durchstartmanöver zu spät eingeleitet und dabei nicht erkannt, dass zu dem Zeitpunkt nur ein Triebwerk verfügbar war. Dies führte zu einem Geschwindigkeitsverlust und einem Strömungsabriss, durch den es letztlich zum Absturz kam (siehe auch Cameroon-Airlines-Flug 3701).[56]

- Am 29. Februar 1996 wurde eine Boeing 737-200 (OB-1451), die Faucett Perú von American Airlines geleast hatte, 5 Minuten vor der Landung auf dem Flughafen Arequipa in die nahen Berge geflogen, wobei alle an Bord befindlichen 117 Passagiere und 6 Crew-Mitglieder starben (siehe auch Faucett-Perú-Flug 251).[57]

Flugunfall IFO-21

- Am 3. April 1996 wurde eine Boeing CT-43A (eine Militärversion der Boeing 737-200) der US-amerikanischen Luftstreitkräfte (73-1149) beim Landeanflug auf den Flughafen Dubrovnik, Kroatien, in einen Berg geflogen. Alle 35 Menschen an Bord starben. Als Hauptgründe führte der Untersuchungsbericht „Versagen auf der Kommandoebene, Fehler der Cockpitbesatzung und ein ungeeignetes Design des Landeanflugs nach Instrumentenflugregeln“ an (siehe auch Flugunfall IFO-21).

- Am 14. Februar 1997 knickte das rechte Hauptfahrwerk einer Boeing 737-200 der brasilianischen VARIG (PP-CJO) während der Landung auf dem Flughafen Carajás, Brasilien, nach hinten um. Die Maschine kam nach rechts von der Rollbahn ab und rutschte in einen Wald. Unter den 52 Personen an Bord war der Erste Offizier das einzige Todesopfer (siehe auch VARIG-Flug 265).[58]

- Am 8. Mai 1997 kam es mit einer Boeing 737-300 der China Southern Airlines (B-2925) nach einem Flug aus Chongqing zu einer Bruchlandung auf dem Flughafen Shenzhen. Die Maschine überschoss beim zweiten Anflug unter Gewitterbedingungen das Landebahnende, nachdem sie durch das harte Aufsetzen bei einem vorangegangenen Landeversuch bereits beschädigt wurde. Von den an Bord befindlichen 65 Passagieren und neun Besatzungsmitgliedern kamen 33 Passagiere und zwei Besatzungsmitglieder ums Leben (siehe auch China-Southern-Airlines-Flug 3456).[59]

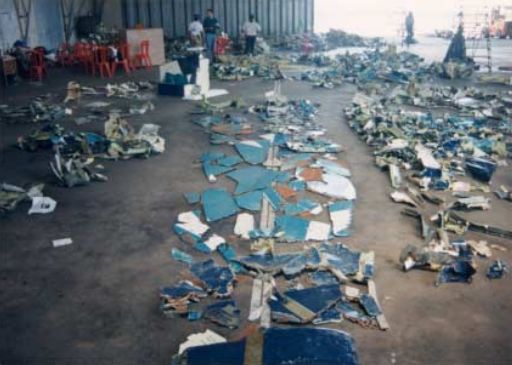
Wrackteile der Boeing 737-300 der SilkAir, Unfall vom Dezember 1997

- Am 19. Dezember 1997 stürzte eine Boeing 737-300 der SilkAir (Singapur) (9V-TRF) auf dem Flug von Jakarta nach Singapur aus einer Höhe von 10.000 Metern senkrecht in den Fluss Musi auf Sumatra und zerschellte, wobei alle 104 Personen an Bord starben. Weil das gesamte Flugzeug zerstört war und beide Flugschreiber, die alle wichtigen Daten und Gespräche im Cockpit aufzeichnen, noch vor dem Sturzflug ausgefallen waren, konnten die indonesischen Ermittler nicht erklären, was geschehen war. In ihrem Abschlussbericht schlossen sie weder einen technischen Defekt noch einen Pilotenfehler aus.[60] Das US-amerikanische NTSB sah es dagegen als wahrscheinlich an, dass einer der beiden Piloten (vermutlich der Kapitän selbst) die Boeing mit Absicht hatte abstürzen lassen (siehe auch SilkAir-Flug 185).[61]

- Am 5. Mai 1998 wurde eine Boeing 737-282 Adv. der Peruanischen Luftstreitkräfte (FAP-351), die sich auf einem Charterflug für Occidental Petroleum befand, im Anflug auf den Flughafen Andoas drei Kilometer vor der Landebahn bei Regenwetter in einen Berg geflogen. Von den 88 Personen an Bord starben 75.[62]

- Am 4. März 1999 geriet eine Boeing 737-228 der Air France (F-GBYA) auf dem Flug von Paris-Charles de Gaulle am Flughafen Biarritz seitlich von der Landebahn ab, wobei das Bugfahrwerk einknickte. Nach weiteren 400 Metern kam das Flugzeug zum Stehen. Von den 97 Insassen kam niemand zu Schaden, die Maschine musste jedoch als Totalverlust abgeschrieben werden.[63]

- Am 7. April 1999 stürzte eine Boeing 737-400 der Turkish Airlines (TC-JEP) bei schlechtem Wetter nach dem Start vom Flughafen Adana bei Ceyhan beim Steigflug ab. Die Piloten verloren nach Ausfall der Geschwindigkeitsanzeigen die Kontrolle über das Flugzeug, da die Heizung des Pitot-Statik-Systems während der Vorbereitungen nicht aktiviert worden war, weil die Checkliste nur unvollständig abgearbeitet worden war. Die 737 befand sich auf einem Überführungsflug, es waren keine Passagiere an Bord. Alle sechs Besatzungsmitglieder kamen ums Leben (siehe auch Turkish-Airlines-Flug 5904).[64]

- Am 31. August 1999 verunglückte eine Boeing 737-200 der Líneas Aéreas Privadas Argentinas (LV-WRZ) beim Start vom Flughafen Buenos Aires-Jorge Newbery. Die Flugbesatzung übersah aufgrund ihres allgemein disziplinlosen Verhaltens im Cockpit, dass sie vergessen hatte, die Auftriebshilfen für den Start korrekt einzustellen. Obwohl beim Beschleunigen ein schrilles Warnsignal ertönte, das die Besatzung auf ihren Fehler aufmerksam machte, brach diese den Startvorgang nicht ab. Die Maschine hob kaum vom Boden ab, schoss über das Startbahnende hinaus, riss mit dem Triebwerk einen vorbeifahrenden PKW mit und raste in eine Industriegasanlage, die daraufhin explodierte. 63 der 103 Insassen der Maschine sowie die beiden Personen im Auto kamen ums Leben (siehe auch LAPA-Flug 3142).[65]

- Am 19. April 2000 wurde eine Boeing 737-200 der Air Philippines (RP-C3010) in der Nähe von Davao City ins Gelände geflogen, wobei alle 131 Menschen an Bord ums Leben kamen (siehe auch Air-Philippines-Flug 541).[66]

- Am 26. Juni 2000 verließ eine Boeing 737-200 der Yemenia (7O-ACQ) bei der Landung auf dem Flughafen Khartum seitlich die Landebahn und wurde irreparabel beschädigt. Alle Insassen überlebten die Bruchlandung.[67]

- Am 17. Juli 2000 kam es bei einer Boeing 737-200 der indischen Alliance Air (VT-EGD) zu einem Strömungsabriss, als die Maschine im Landeanflug auf den Flughafen Patna zu langsam eine Linkskurve flog. Die Maschine streifte mehrere Häuser, stürzte zu Boden und ging in Flammen auf. Bei den Unfall starben 55 der 58 Personen an Bord sowie fünf Menschen am Boden (siehe auch Alliance-Air-Flug 7412).[68]

## 2001–2010
- Am 3. März 2001 explodierte eine Boeing 737-400 der Thai Airways International (HS-TDC), während sie an einem Flugsteig des Flughafens Bangkok-Don Mueang für den nächsten Flug vorbereitet wurde. Als wahrscheinlichste Ursache gelten entzündete Kerosindämpfe, die durch die starke Aufheizung der Tanks durch die direkt daneben befindlichen Aggregate der Klimaanlage entstanden. Die Maschine stand zuvor mit laufender Klimaanlage etwa 40 Minuten bei 35 Grad Celsius in der Sonne. An Bord befanden sich acht Besatzungsmitglieder, von denen eine Stewardess durch die Explosion ums Leben kam (siehe auch Thai-Airways-Flug 114).[69]

- Am 22. Mai 2001 verunglückte eine Boeing 737-200 (C-GNWI) der kanadischen First Air aus Edmonton kommend bei der Landung auf dem Flughafen Yellowknife. Die zu hohe Sinkgeschwindigkeit führte zum zweimaligen Hochspringen der Maschine, die nach Eingreifen des ursprünglich nicht fliegenden Kapitäns dann mit dem Bugfahrwerk zuerst aufschlug. Das Flugzeug wurde irreparabel beschädigt. Alle 104 Insassen überlebten den Unfall.[70]

- Am 16. Januar 2002 musste eine Boeing 737-300 der Garuda Indonesia (PK-GWA) etwa 23 Kilometer vor dem Zielflughafen Yogyakarta nach einem durch Hagel verursachten Flammabriss in beiden Triebwerken im Solo-Fluss auf der Insel Java notwassern. Bei der Bruchlandung kam ein Besatzungsmitglied ums Leben. Mehrere Menschen wurden verletzt (siehe auch Garuda-Indonesia-Flug 421).

- Am 7. Mai 2002 machte eine mit 55 Passagieren und zehn Crew-Mitgliedern besetzte Boeing 737-500 der Egypt Air (SU-GBI) auf dem Weg von Kairo nach Tunis sechs Kilometer vor dem Flughafen eine Bruchlandung. Bei dem Unfall starben 11 der 56 Passagiere sowie drei der sechs Besatzungsmitglieder (siehe auch Egyptair-Flug 843).[71]

- Am 6. März 2003 verunglückte eine Boeing 737-200 der Air Algérie (7T-VEZ) auf dem Flug vom Flughafen Tamanrasset (Algerien) nach Algier aufgrund eines Triebwerksausfalls kurz nach dem Start. Von den 103 Menschen an Bord überlebte nur ein Passagier den Unfall (siehe auch Air-Algérie-Flug 6289).[72]

- Am 26. März 2003 verunglückte eine Boeing 737-400 der Royal Air Maroc (CN-RNF) bei der Landung auf dem Flughafen Oujda-Angads (Marokko). Die Maschine setzte volle 20 Meter links neben der Landebahn auf. Dabei brach das Fahrwerk. Aufgrund der schweren Beschädigungen wurde das Flugzeug als Totalverlust abgeschrieben. Die 60 Personen an Bord überlebten den Unfall unverletzt.[73]

- Am 8. Juli 2003 kehrte eine Boeing 737-200C der Sudan Airways (ST-AFK) nach dem Start vom Flughafen Port Sudan wegen eines Triebwerksausfalls zurück. Da die Landebahn 35 beim Anflug aufgrund von aufgewirbeltem Sand nicht gesehen werden konnte, wurde durchgestartet. Dabei sank die Maschine wieder ab, geriet zu tief, schlug etwa fünf Kilometer östlich des Flughafens auf und zerbrach. Von den 116 Insassen starben 115; 1 Kind überlebte (siehe auch Sudan-Airways-Flug 139).[74]

- Am 3. Januar 2004 stürzte in den frühen Morgenstunden eine Boeing 737-3Q8 (SU-ZCF) der ägyptischen Flash Airlines auf dem Flug nach Paris-Charles de Gaulle kurz nach dem Start vom Flughafen Scharm El-Scheich ins Rote Meer. Bei dem Unfall kamen alle 135 Passagiere und alle 13 Besatzungsmitglieder ums Leben (siehe auch Flash-Airlines-Flug 604).

- Am 3. Februar 2005 wurde eine Boeing 737-242, die von Phoenix Aviation aus Kirgisistan für die afghanische Kam Air betrieben wurde (EX-037), wegen eines zu früh eingeleiteten Sinkflugs bei schlechten Sichtverhältnissen in einen Berg nahe Kabul geflogen. Durch diesen CFIT (Controlled flight into terrain) wurden alle 105 Menschen an Bord getötet (siehe auch Kam-Air-Flug 904).[75]

- Am 14. August 2005 stürzte eine 737-300 der zyprischen Helios Airways (5B-DBY) in Griechenland ab, nachdem aufgrund von Problemen mit dem Kabinendruck nach Falschbedienung die Besatzung das Bewusstsein verloren hatte. Alle Insassen kamen ums Leben (siehe auch Helios-Airways-Flug 522).

- Am 23. August 2005 verunglückte eine Boeing 737-200 der TANS Perú (OB-1809-P) auf dem Flug von Lima nach Iquitos während eines Hagelsturms vor der Zwischenlandung in Pucallpa. Von den 98 Personen an Bord überlebten 58 den Unfall (siehe auch TANS-Perú-Flug 204).[76]

- Am 5. September 2005 raste eine Boeing 737-200 der indonesischen Mandala Airlines (PK-RIM) beim Start vom Polonia Flughafen in Medan über das Startbahnende hinaus und in ein Wohngebiet. Dabei fanden 149 Personen den Tod, inkl. 49 Menschen am Boden. Die Piloten hatten vergessen, die Auftriebshilfen für den Start korrekt einzustellen. Beim Startvorgang versagte ferner das Warnsignal, das die Besatzung auf ihren Fehler aufmerksam machen sollte (siehe auch Mandala-Airlines-Flug 91).[77]

- Am 22. Oktober 2005 stürzte eine Boeing 737-200 der nigerianischen Bellview Airlines (5N-BFN) auf dem Weg von Lagos nach Abuja kurz nach dem Start ab; dabei kamen alle 111 Passagiere und die sechs Besatzungsmitglieder ums Leben (siehe auch Bellview-Airlines-Flug 210).[78]

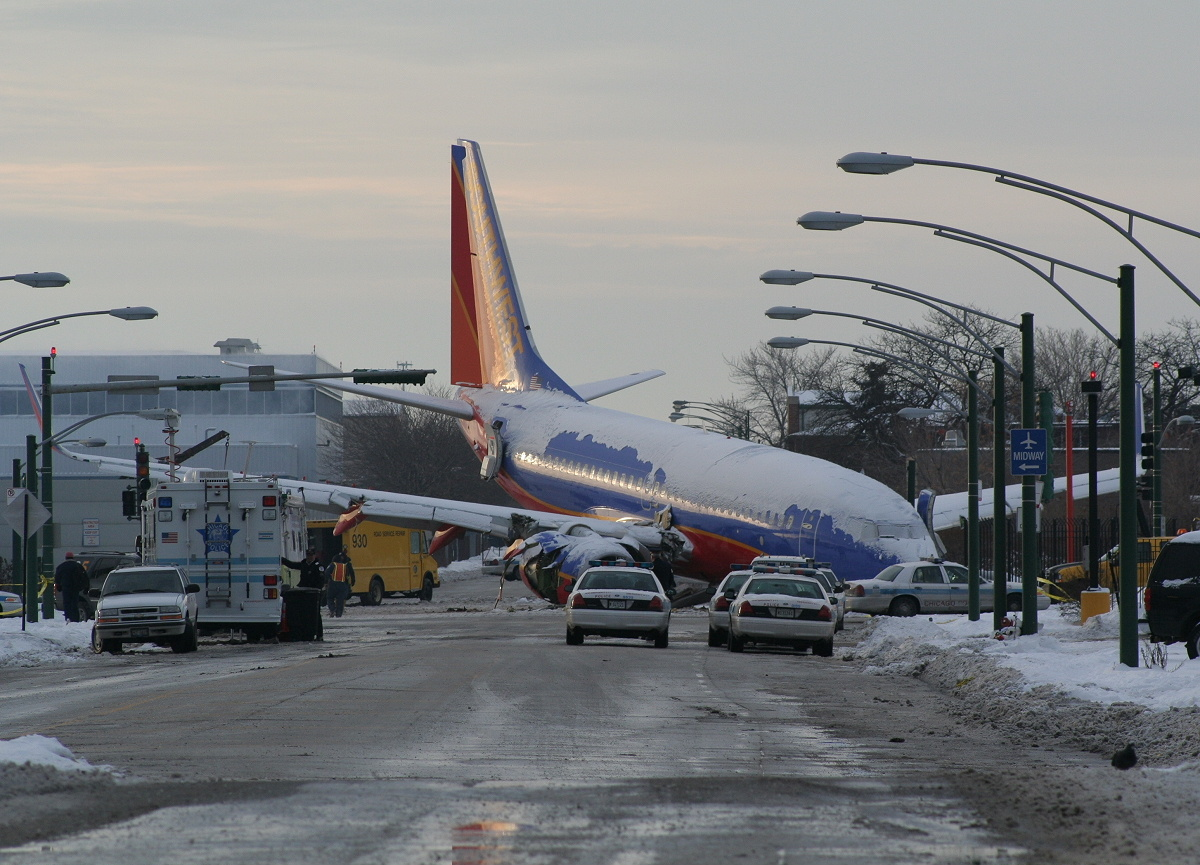
Unfall Southwest Airlines vom Dezember 2005

- Am 8. Dezember 2005 überrollte eine aus Baltimore (Maryland) kommende Boeing 737-7H4 der US-amerikanischen Southwest Airlines (N471WN) mit 103 Personen an Bord bei dichtem Schneetreiben das Landebahnende des Flughafens Chicago-Midway. Das Flugzeug durchbrach einen Zaun und kam erst auf einer dicht befahrenen Straße zum Stehen. Alle 103 Personen an Bord überlebten den Unfall leichtverletzt oder sogar unverletzt. Allerdings wurde eine Person am Boden getötet, als das Flugzeug ein Auto unter sich begrub (siehe auch Southwest-Airlines-Flug 1248).

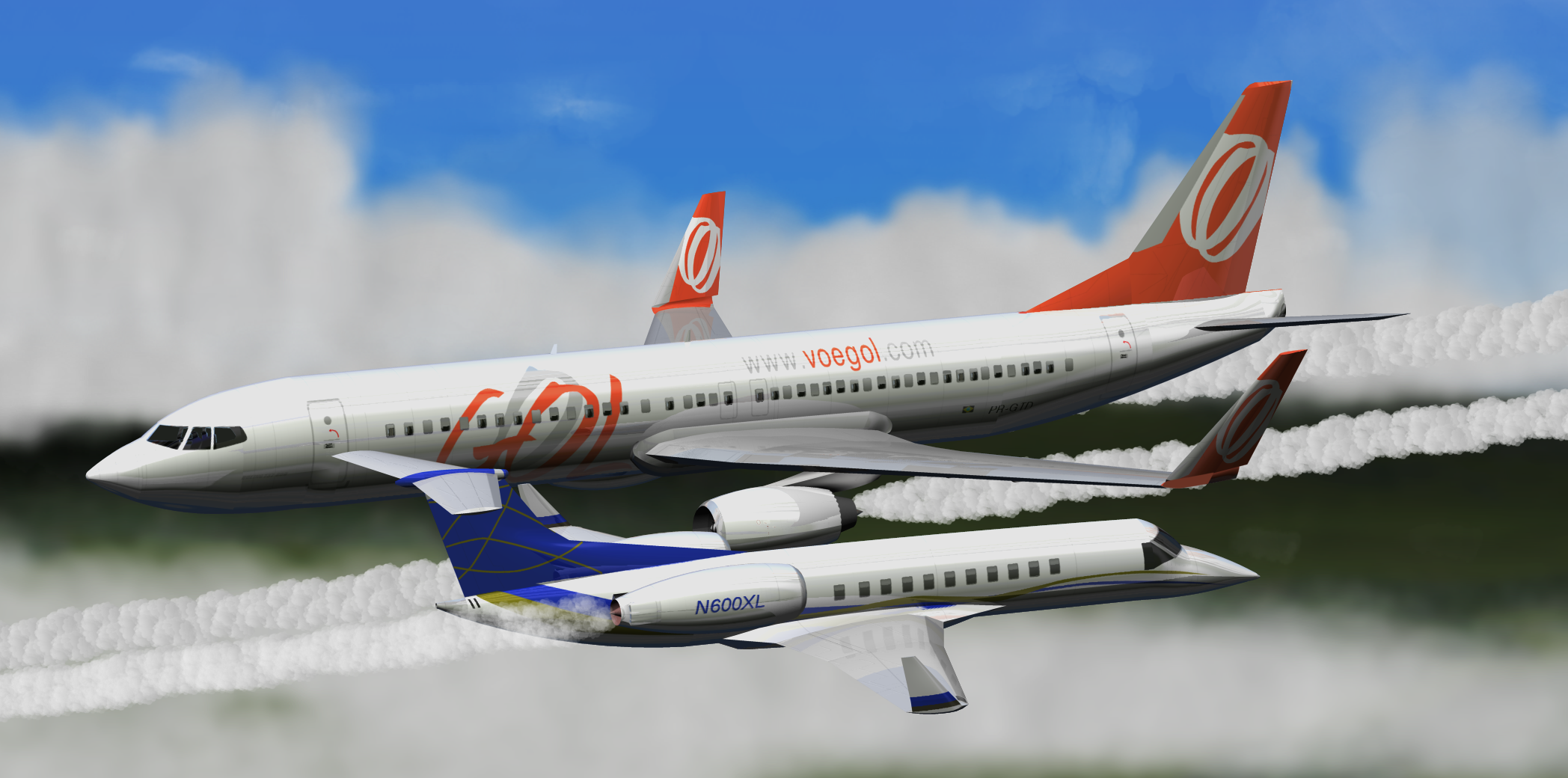
Unfallhergang von Gol-Transportes-Aéreos-Flug 1907

- Am 29. September 2006 streifte eine B737-800 der brasilianischen Fluggesellschaft Gol (PR-GTD) in 11.000 Metern Höhe ein US-amerikanisches Geschäftsreiseflugzeug des Typs Embraer Legacy 600 und stürzte in den Urwald. Dabei starben alle 154 Insassen an Bord der Boeing. Die Embraer verlor dabei das Winglet der linken Tragfläche sowie einen Teil des linken Höhenleitwerks, konnte jedoch auf einem Militärstützpunkt notgelandet werden (siehe auch Gol-Transportes-Aéreos-Flug 1907).

- Am 29. Oktober 2006 stürzte eine Boeing 737-200 der nigerianischen Fluggesellschaft ADC Airlines (5N-BFK) kurz nach dem Start vom Flughafen Nnamdi Azikiwe International Airport in Abuja ab und ging in Flammen auf. Bei diesem Unfall kamen 96 der 105 Menschen an Bord ums Leben (siehe auch ADC-Airlines-Flug 53).[79]

- Am 1. Januar 2007 stürzte eine Boeing 737-400 der indonesischen Adam Air (PK-KKW) mit 96 Passagieren und sechs Besatzungsmitgliedern an Bord auf dem Flug von der Insel Java nach Sulawesi ins Meer, nachdem sie mit technischen Problemen und deaktiviertem Autopilot im Sinkflug immer schneller wurde und in der Luft zerbrach. Es wurden nur wenige Teile des Wracks geborgen und weitere in größerer Tiefe geortet; alle Personen an Bord wurden nach Einstellung der Suche für tot erklärt (siehe auch Adam-Air-Flug 574).

- Am 21. Februar 2007 wurde eine Boeing 737-300 der Adam Air (PK-KKV) auf dem Flug von Jakarta nach Surabaya durch eine harte Landung schwer beschädigt. Die Struktur des Flugzeuges wurde durch das Aufsetzen auf der Landebahn des Flughafens Surabaya so stark belastet, dass es direkt hinter den Tragflächen zu einer starken Verformung des Rumpfes kam. Bei dem Zwischenfall wurde keine der 155 Personen an Bord ernsthaft verletzt (siehe auch Adam-Air-Flug 172).

- Am 7. März 2007 rollte eine Boeing 737-400 der staatlichen indonesischen Fluggesellschaft Garuda Indonesia PK-GZC über das Landebahnende des Flughafens Yogyakarta hinaus und ging in Flammen auf. Bei diesem Unfall kamen 22 der 133 an Bord befindlichen Personen ums Leben (siehe auch Garuda-Indonesia-Flug 200).

- Am 5. Mai 2007 verloren bei einem Unfall der Kenya Airways alle 114 Menschen an Bord ihr Leben: Aufgrund räumlicher Desorientierung der Piloten verunglückte eine B737-800 (5Y-KYA) unmittelbar nach dem Start in Douala, Kamerun (siehe auch Kenya-Airways-Flug 507).[80]

- Am 28. Juni 2007 setzte eine Boeing 737-200 der TAAG Angola Airlines (D2-TBP) von Luanda kommend mit 78 Insassen bei der Landung in der angolanischen Stadt M’banza Kongo vor der Landebahn auf. Das rechte Hauptfahrwerk brach zusammen, die Maschine rutschte in zwei Gebäude und Autos. Dabei gab es 6 Tote, davon einen außerhalb des Flugzeugs, und mehrere Schwerverletzte.[81]

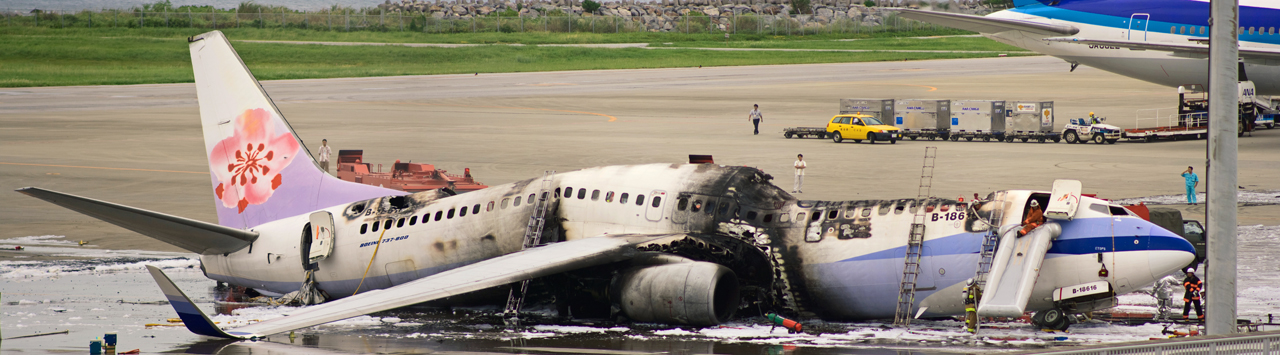
Wrack der Boeing 737-800 der China Airlines, August 2007

- Am 20. August 2007 fing eine Boeing 737-800 der taiwanischen China Airlines (B-18616) nach der Landung auf dem Flughafen von Naha Feuer und brannte aus.[82] Es gab zwei Leichtverletzte. Als Unfallursache gilt ein durch Wartungsfehler gelockerter Stift, der den Tank beschädigte (siehe auch China-Airlines-Flug 120).[83]

- Am 30. Dezember 2007 kollidierte eine Boeing 737-300 der rumänischen TAROM (YR-BGC) in Bukarest während des Startlaufs in dichtem Nebel mit einem auf der Startbahn zurückgelassenen Baufahrzeug. Die Maschine wurde irreparabel beschädigt, unter den 123 Insassen gab es jedoch keine Todesopfer.[84]

- Am 24. August 2008 wurde eine Boeing 737-200 der kirgisischen Itek Air (EX-009) beim Anflug in der Nähe der kirgisischen Hauptstadt Bischkek ins Gelände geflogen. Die Maschine war nach dem Start wegen eines Problems mit dem Kabinendruck umgekehrt. Bei dem Absturz kamen 65 der 90 Menschen an Bord ums Leben (siehe auch Iran-Aseman-Airlines-Flug 6895).[85]

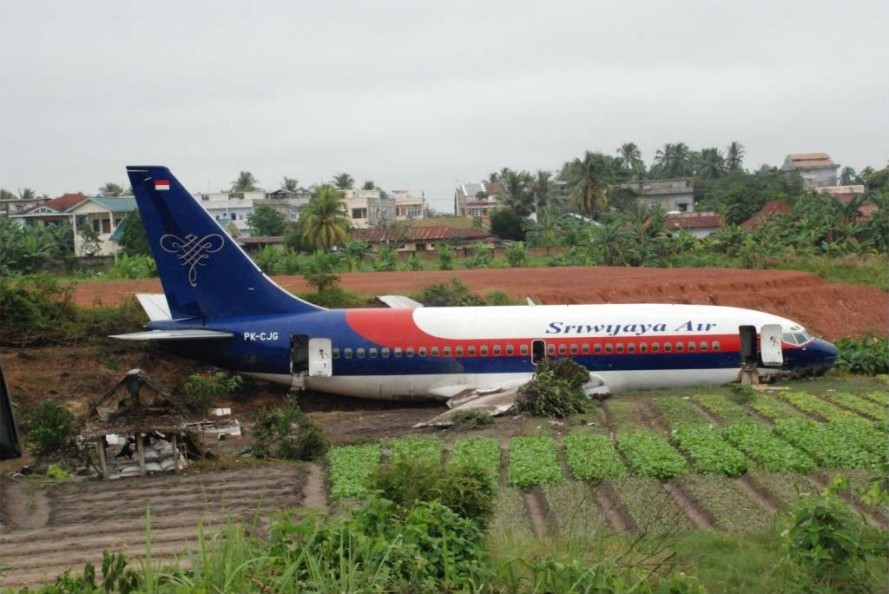
Wrack der verunglückten Maschine der Sriwijaya Air

- Am 27. August 2008 verunglückte eine Boeing 737-200 der indonesischen Sriwijaya Air (PK-CJG) mit 124 Passagieren und sechs Mann Besatzung an Bord unterwegs von Jakarta nach Jambi. Beim Anflug auf Jambi fiel in 1600 Fuß Höhe das Hydrauliksystem A aus, und obwohl genügend Zeit für einen Fehlanflug zur Verfügung stand, um das zugehörige Notverfahren abzuarbeiten und die Landestrecke zu berechnen, entschied sich der Pilot für eine direkte Landung. Die Boeing 737-200 kam 120 Meter hinter dem Ende der Landebahn zum Stillstand. Dabei wurden zwei Bauern, die dort arbeiteten, verletzt und ein dritter getötet. Das Flugzeug wurde irreparabel beschädigt.[86]

- Am 30. August 2008 verunglückte eine Boeing 737-200 der venezolanischen Conviasa mit dem Kennzeichen YV102T beim Landeanflug auf Latacunga in Ecuador. Die Maschine befand sich aus Caracas kommend auf einem Überführungsflug und kollidierte vermutlich aufgrund der Missachtung von Regularien des Anflugverfahrens durch die Piloten mit dem Vulkan Illiniza. Alle drei Menschen an Bord – die Besatzung – kamen ums Leben.[87]

- Am 14. September 2008 stürzte eine Boeing 737-500 der russischen Fluggesellschaft Aeroflot Nord (VP-BKO) während des Landeanflugs auf den Flughafen von Perm ab. Alle 88 Insassen kamen dabei ums Leben. Der Flug wurde laut Flugplan von Aeroflot betrieben. Die Untersuchung ergab, dass der übermüdete und unter Alkoholeinfluss stehende Kapitän nach räumlicher Desorientierung die Kontrolle verloren hatte (siehe auch Aeroflot-Flug 821).[88]

- Am 20. Dezember 2008 wurde eine Boeing 737-500 der US-amerikanischen Continental Airlines (N18611) beim Start vom Flughafen Denver von einem starken Seitenwind erfasst. Die Maschine brach nach links aus, wobei sie kurz vom Boden abhob und dann wieder aufschlug. Beim Aufschlag brach der Rumpf, das Fahrwerk und das linke Triebwerk wurden abgerissen. Im Bereich des rechten Triebwerks brach ein Brand aus, durch den die Maschine stark beschädigt wurde. Es befanden sich 115 Menschen an Bord, von denen 47 verletzt wurden.[89]

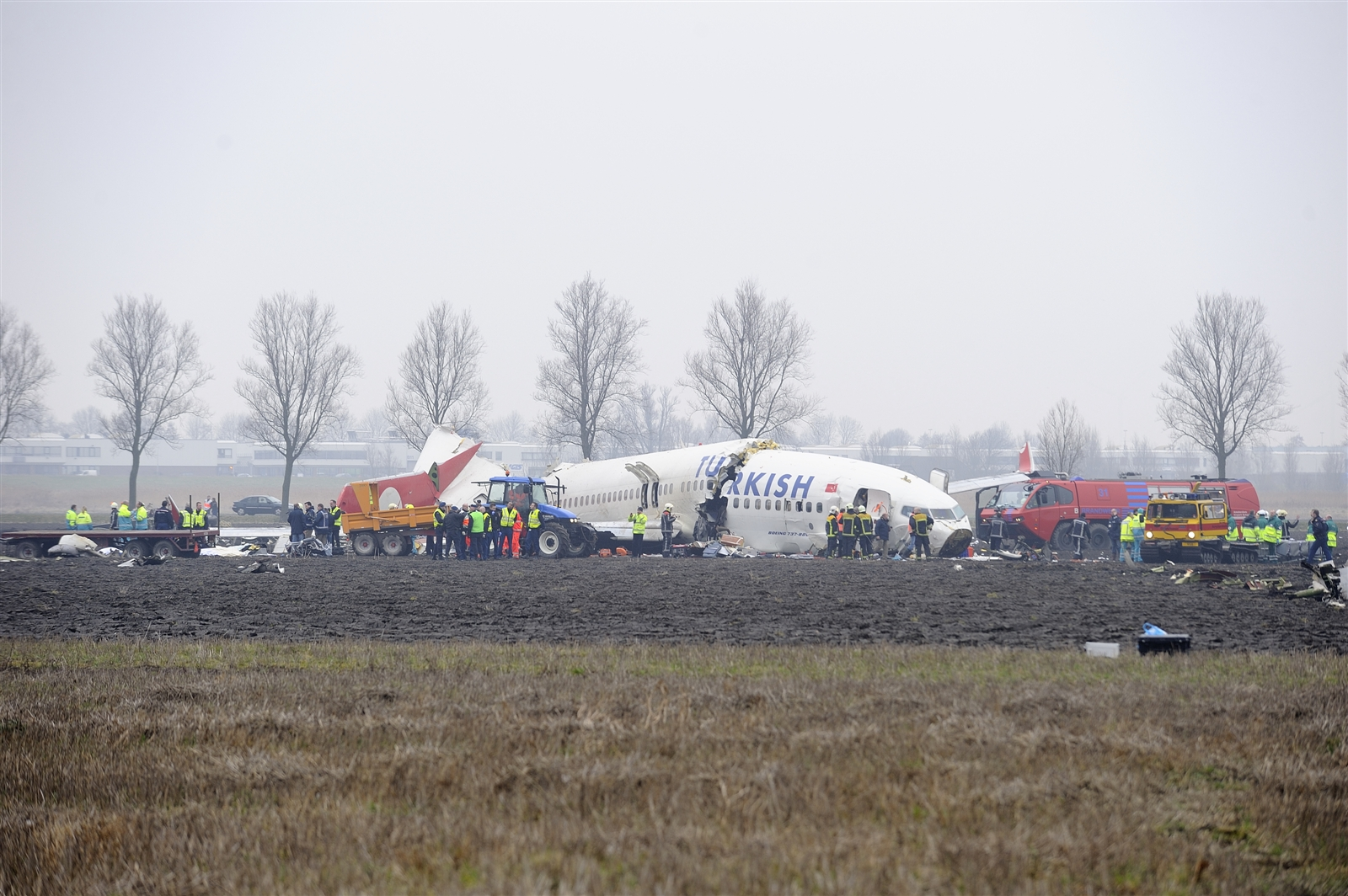
Unfallstelle der Maschine auf dem Turkish-Airlines-Flug 1951

- Am 25. Februar 2009 stürzte eine Boeing 737-800 der Turkish Airlines (TC-JGE) beim Landeanflug auf Amsterdam ab. Dabei zerbrach die Maschine in drei Teile. An Bord der Boeing 737-800 waren 135 Menschen; es gab neun Tote und 86 Verletzte. Im abschließenden Untersuchungsbericht sieht die niederländische Flugsicherheitsbehörde die Ursache in einem Defekt im Radar-Höhenmesser, auf den die Besatzung fehlerhaft reagierte (siehe auch Turkish-Airlines-Flug 1951).[90]

- Am 13. Juli 2009 musste eine Boeing 737-300 der US-amerikanischen Fluggesellschaft Southwest Airlines (N387SW) mit 131 Menschen an Bord in Charleston (West Virginia) notlanden, nachdem im Flug ein Loch in der Größe eines Fußballs in das Dach der Kabine gerissen worden war, wodurch es zu einem Druckabfall kam. Die Maschine befand sich auf dem Weg von Nashville nach Baltimore. Bei dem Zwischenfall wurden keine Menschen verletzt.

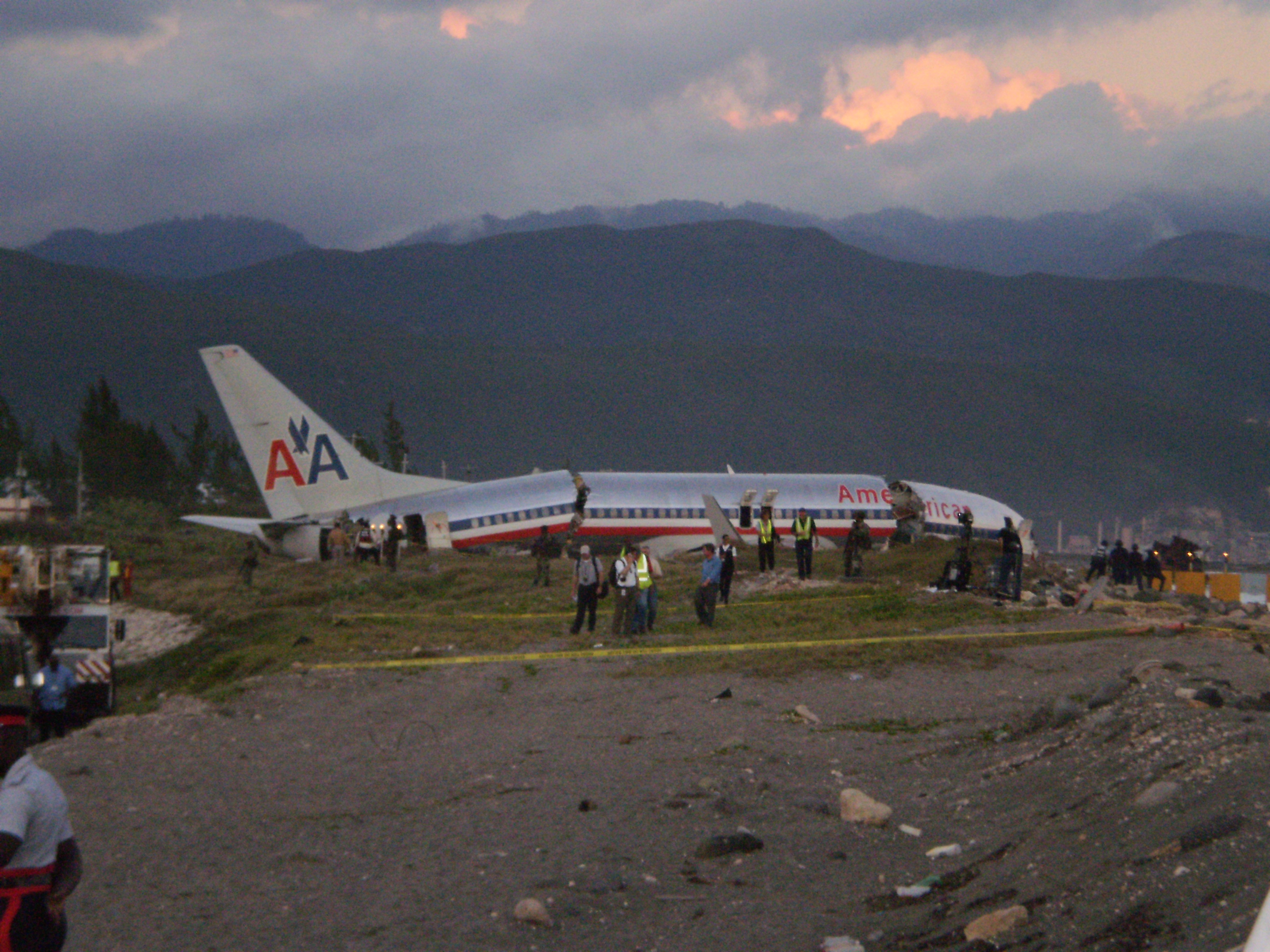
American-Airlines-Flug 331 vom 22. Dezember 2009

- Am 22. Dezember 2009 schoss eine Boeing 737-800 der American Airlines (N977AN) bei der Landung auf dem Flughafen von Kingston (Jamaika) über das Landebahnende hinaus. Das Flugzeug zerbrach in drei Teile. An Bord waren 154 Insassen, davon wurden 91 Personen verletzt; sie erlitten meist Knochenbrüche sowie Schnitt- und Schürfverletzungen, niemand schwebte in Lebensgefahr (siehe auch American-Airlines-Flug 331).[91]

- Am 25. Januar 2010 stürzte eine Boeing 737-800 der Fluggesellschaft Ethiopian Airlines (ET-ANB) fünf Minuten nach dem Start in Beirut, Libanon ins Mittelmeer. Die Maschine sollte 90 Menschen, davon acht Besatzungsmitglieder, nach Addis Abeba, Äthiopien bringen. Alle 90 Menschen an Bord wurden bei diesem Kontrollverlust getötet (siehe auch Ethiopian-Airlines-Flug 409).[92]

- Am 22. Mai 2010 schoss eine 737-800 der Air India Express (VT-AXV) bei der Landung auf dem Flughafen Bajpe im indischen Mangalore über das Landebahnende hinaus und ging in Flammen auf. Von den 166 Insassen (160 Passagiere und sechs Besatzungsmitglieder) wurden 158 getötet (siehe auch Air-India-Express-Flug 812).[93]

- Am 16. August 2010 zerbrach eine Boeing 737-700 der kolumbianischen Fluggesellschaft AIRES (HK-4682) bei der Landung auf der Insel San Andrés in drei Teile. Zwei der insgesamt 131 Insassen kamen ums Leben (siehe AIRES-Flug 8250).[94]

## 2011–2020
- Am 1. April 2011 entstand bei einer Boeing 737-300 der US-amerikanischen Fluggesellschaft Southwest Airlines (N632SW), die sich auf dem Weg von Phoenix (Arizona) nach Sacramento befand, in einer Höhe von 10.360 Metern ein etwa 1,5 Meter langes und 23 cm breites Loch im Kabinendach. Dies führte zu einem unmittelbaren Druckverlust in der Kabine. Eine sofortige Notlandung des Flugs 813 in Yuma (Arizona) war erfolgreich, Passagiere wurden nicht verletzt. Die Ursache war Materialermüdung an der überlappenden Beplankung des Stringer 4L bei der 15 Jahre alten Maschine mit knapp 40.000 Flugzyklen. Die FAA ordnete daraufhin die Überprüfung sämtlicher Boeing 737-300 mit mehr als 30.000 Flugzyklen an.[95] Die Überprüfung der Maschine ergab Mängel bei den Nietbohrungen der Beplankung (Löcher lagen nicht genau übereinander und waren zum Teil nicht ganz rund), die auf Qualitätsmängel bei der Fertigung hindeuten.[96]

- Am 30. Juli 2011 zerbrach eine Boeing 737-800 der Fluggesellschaft Caribbean Airlines aus Trinidad und Tobago (9Y-PBM), als sie bei der Landung auf dem Cheddi Jagan International Airport in Georgetown in Guyana das Landebahnende überrollte. Alle 162 Menschen an Bord überlebten diesen Unfall.[97]

- Am 20. August 2011 wurde eine Boeing 737-200 der kanadischen Fluggesellschaft First Air (C-GNWN) beim Anflug auf den Flughafen Resolute Bay 1,8 Kilometer entfernt von der Landebahn in hügeliges Gelände geflogen. Von elf Passagieren und vier Besatzungsmitgliedern starben bei diesem Controlled flight into terrain (CFIT) 12 Menschen, drei überlebten verletzt. Als Ursache werden unter anderem im Abschlussbericht nicht ausreichend kalibrierte Kompasse, ein unbemerkt abgeschalteter Autopilot sowie nicht genügend Beachtung des Kapitäns über geäußerte Bedenken seines Copiloten hinsichtlich des falschen Kurses angegeben[98][99] (siehe auch First-Air-Flug 6560).

- Am 10. Oktober 2011 verunglückte eine Boeing 737-400 der türkischen Sky Airlines mit dem Kennzeichen TC-SKF auf dem Flughafen Antalya. Bei der Landung des vom Flughafen Karlsruhe/Baden-Baden kommenden Flugzeugs brach das rechte Hauptfahrwerk ein und in der Folge schlug das Flugzeug mit dem rechten Triebwerk auf die Landebahn auf und blieb schließlich in Schräglage stehen. Alle 162 Insassen überlebten den Unfall, das Flugzeug wurde ausgemustert.[100]

- Am 20. April 2012 wurde eine Boeing 737-200 der pakistanischen Bhoja Air (AP-BKC) auf dem Flug von Jinnah nach Islamabad 4 Kilometer südöstlich des Zielflughafens während eines Gewitters in den Boden geflogen. Alle 127 Menschen an Bord kamen ums Leben (siehe auch Bhoja-Air-Flug 213).[101]

- Am 11. Februar 2013 wurde eine Boeing 737-33A der Pakistan International Airlines (AP-BEH) auf dem Flughafen Maskat-Seeb (Oman) derart hart gelandet, dass das linke Hauptfahrwerk abknickte. Daraufhin schlug die linke Tragfläche samt Triebwerk Nr. 1 auf der Landebahn auf. Das Flugzeug wurde irreparabel beschädigt. Alle 108 Insassen überlebten den Unfall.[102]

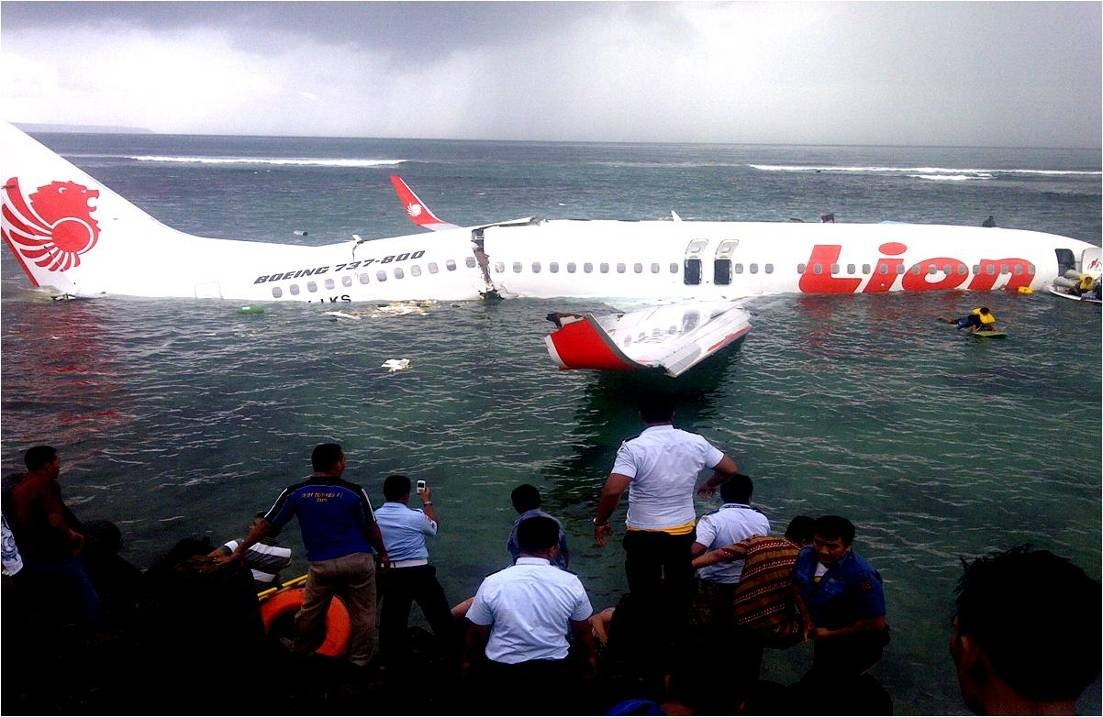
Wrack nach Lion-Air-Flug 904

- Am 13. April 2013 flog die Boeing 737-800 mit dem Kennzeichen PK-LKS der indonesischen Fluggesellschaft Lion Air beim Anflug auf den Flughafen der Insel Bali 300 Meter vor der Landebahn ins Meer. Dabei brach die Maschine im hinteren Drittel des Rumpfes auf.[103] Ein Teil der 101 Passagiere und 7 Besatzungsmitglieder wurde verletzt und 18 Passagiere mussten in Krankenhäuser eingeliefert werden. Todesopfer gab es nicht. Im vorläufigen Untersuchungsbericht der indonesischen Behörden vom 15. Mai 2013 wurde bekannt gegeben, dass die Piloten trotz Erreichens der Entscheidungshöhe bei fehlender Sicht auf die Landebahn kein Durchstartmanöver einleiteten.[104][105] Es herrschte für die Jahreszeit normales Wetter.

- Am 17. November 2013 verunglückte eine aus Moskau kommende Boeing 737-500 der russischen Tatarstan Airlines (VQ-BBN) bei der Landung auf dem Flughafen Kasan. Die Maschine stürzte beim Durchstarten aufgrund eines Strömungsabrisses ab. Alle 44 Passagiere und die sechs Besatzungsmitglieder starben (siehe auch Tatarstan-Airlines-Flug 363).[106][107]

- Am 10. Januar 2015 verunglückte eine Boeing 737-400 der Ethiopian Airlines (ET-AQV) bei der Landung auf dem Flughafen Accra. Alle drei Crewmitglieder überlebten den Unfall, die Maschine musste allerdings als Totalverlust abgeschrieben werden.[108]

- Am 16. Juni 2015 brach im vorderen Frachtraum einer Boeing 737-300 der kasachischen SCAT Airlines (Luftfahrzeugkennzeichen LY-FLB) auf dem Flughafen Aqtau (Kasachstan) ein Feuer aus. Ausgelöst wurde es durch die spontane Zerstörung des Sauerstoffschlauchs mit komprimiertem Sauerstoff, mit dem das Flugzeug über eine Bodenquelle mit Drucksauerstoff gefüllt wurde. Das Flugzeug wurde irreparabel beschädigt. Es gab keine Verletzten, da alle Passagiere das Flugzeug vorher verlassen hatten.[109][110]

- Am 5. September 2015 kollidierte eine Boeing 737-800 der CEIBA Intercontinental aus Äquatorialguinea in der Luft mit einem senegalesischen Sanitätsflugzeug vom Typ Hawker Siddeley HS.125 (6V-AIM), das bereits seit drei Wochen nicht mehr lufttüchtig war. Die 737 konnte sicher landen, das Sanitätsflugzeug flog weiter und stürzte 110 Kilometer vor der Küste in den Atlantik, wobei alle sieben Insassen der Maschine ums Leben kamen (siehe auch Ceiba-Intercontinental-Airlines-Flug 71).[111]

- Am 22. November 2015 wurde beim Anflug auf den Flughafen Osch eine vom Flughafen Manas kommende Boeing 737-300 der Avia Traffic Company (EX-37005) irreparabel beschädigt. Das Flugzeug geriet bei der Landung von der Landebahn ab, wodurch das linke Hauptfahrwerk und das linke Triebwerk abbrachen. Alle 153 Insassen überlebten den Unfall (siehe auch Avia-Traffic-Company-Flug 768).[112]

- Am 19. März 2016 verunglückte eine aus Dubai kommende Boeing 737-800 der Flydubai des Emirats Dubai (A6-FDN) auf dem Flughafen Rostow am Don. Die Maschine stürzte beim Durchstarten aufgrund von Kontrollverlust ab. Den nahezu senkrechten Aufprall überlebte keiner der 62 Insassen an Bord (siehe auch Flydubai-Flug 981).[113]

- Am 5. August 2016 verunglückte eine aus Paris kommende Boeing 737-400 (HA-FAX) Frachtmaschine der ASL Airlines Hungary bei der Landung am Flughafen Bergamo Orio al Serio. Die Maschine rutschte über das Landebahnende hinaus. Es kam nur zu Sachschäden.[114]

- Am 28. März 2017 kam eine Boeing 737-300 der Peruvian Airlines (OB-2036-P) bei der Landung auf dem Flughafen Jauja (Peru) von der Bahn ab. Alle 142 Passagiere und 7 Besatzungsmitglieder konnten evakuiert werden, die Maschine brannte jedoch vollkommen aus.[115]

- Am 13. Januar 2018 verunglückte eine aus Ankara kommende Boeing 737-800 der türkischen Billigfluggesellschaft Pegasus Airlines (TC-CPF) auf dem Flughafen Trabzon. Die Maschine kam nach der Landung von der Landebahn ab und rutschte einen Teil des Uferabhangs zum Schwarzen Meer hinunter. Das Flugzeug wurde schwer beschädigt und in der Folge als Totalverlust abgeschrieben, Personen wurden nicht verletzt.[116][117][118]

- Am 17. April 2018 versagte auf dem Flug einer Boeing 737-700 (N772SW) der US-amerikanischen Southwest Airlines von New York LaGuardia nach Dallas das linke der CFM56-Triebwerke. Durch umherfliegende Metallsplitter wurde die Triebwerksummantelung zerstört, die Tragfläche, der Rumpf der Boeing 737-700 und ein Kabinenfenster wurden beschädigt. Eine Passagierin starb, nachdem sie teilweise durch das zerstörte Fenster hinausgerissen wurde, sieben weitere Passagiere wurden verletzt. Die Maschine konnte in Philadelphia notlanden (siehe auch Southwest-Airlines-Flug 1380).[119]

- Am 18. Mai 2018 verunglückte eine Boeing 737-200 Advanced der mexikanischen Global Air (XA-UHZ), gechartert von der kubanischen Fluggesellschaft Cubana, beim Start zum Flug von Havanna nach Holguín im östlichen Kuba. Die Unfallursache war zunächst unklar. Ein Mitarbeiter des Flughafens berichtete später, das Flugzeug sei nur rund 10 Sekunden in der Luft gewesen und habe sich dabei nach rechts gedreht. Anderen Augenzeugen zufolge habe das Flugzeug kurz vor dem Absturz gewendet, um zum Flughafen zurückkehren. Dabei habe sich die Maschine in Stromkabeln verfangen, sei auf ein Feld gestürzt und habe Feuer gefangen. An Bord befanden sich 107 Passagiere und sechs Crewmitglieder. 112 Menschen kamen ums Leben, eine Passagierin wurde schwer verletzt (siehe auch Cubana-Flug 972).[120][121][122]

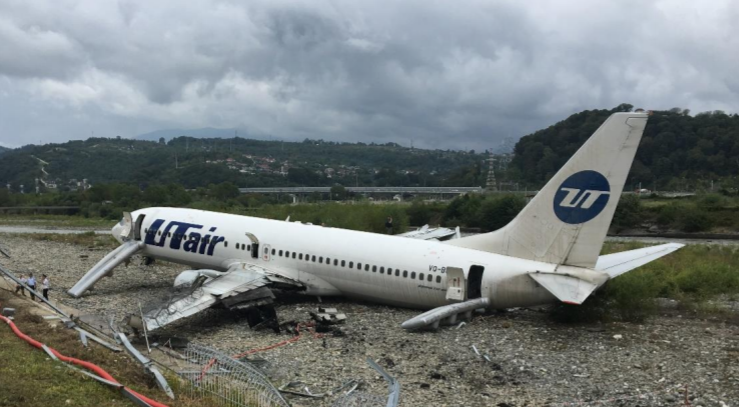
Boeing 737-800 der UTair nach dem Unfall vom 1. September 2018

- Am 16. August 2018 verunglückte eine Boeing 737-85C der chinesischen Xiamen Airlines (B-5498) bei der Landung auf dem Flughafen Manila/Ninoy Aquino (Philippinen). Nachdem der erste Landeanflug abgebrochen worden war, rutschte die Maschine beim zweiten Landeversuch von der Landebahn. Alle 165 Insassen blieben unversehrt. Das Flugzeug wurde irreparabel beschädigt.[123]

- Am 1. September 2018 schoss eine Boeing 737-8AS der russischen UTair (VQ-BJI) bei der Landung auf dem Flughafen Sotschi über das Landebahnende hinaus. Das linke Triebwerk fing Feuer und das Flugzeug wurde dabei zerstört. Alle Insassen überlebten, wobei 18 verletzt wurden. Ein Bodenmitarbeiter kam, während die Rettungsarbeiten liefen, aufgrund eines Herzinfarktes ums Leben.[124]

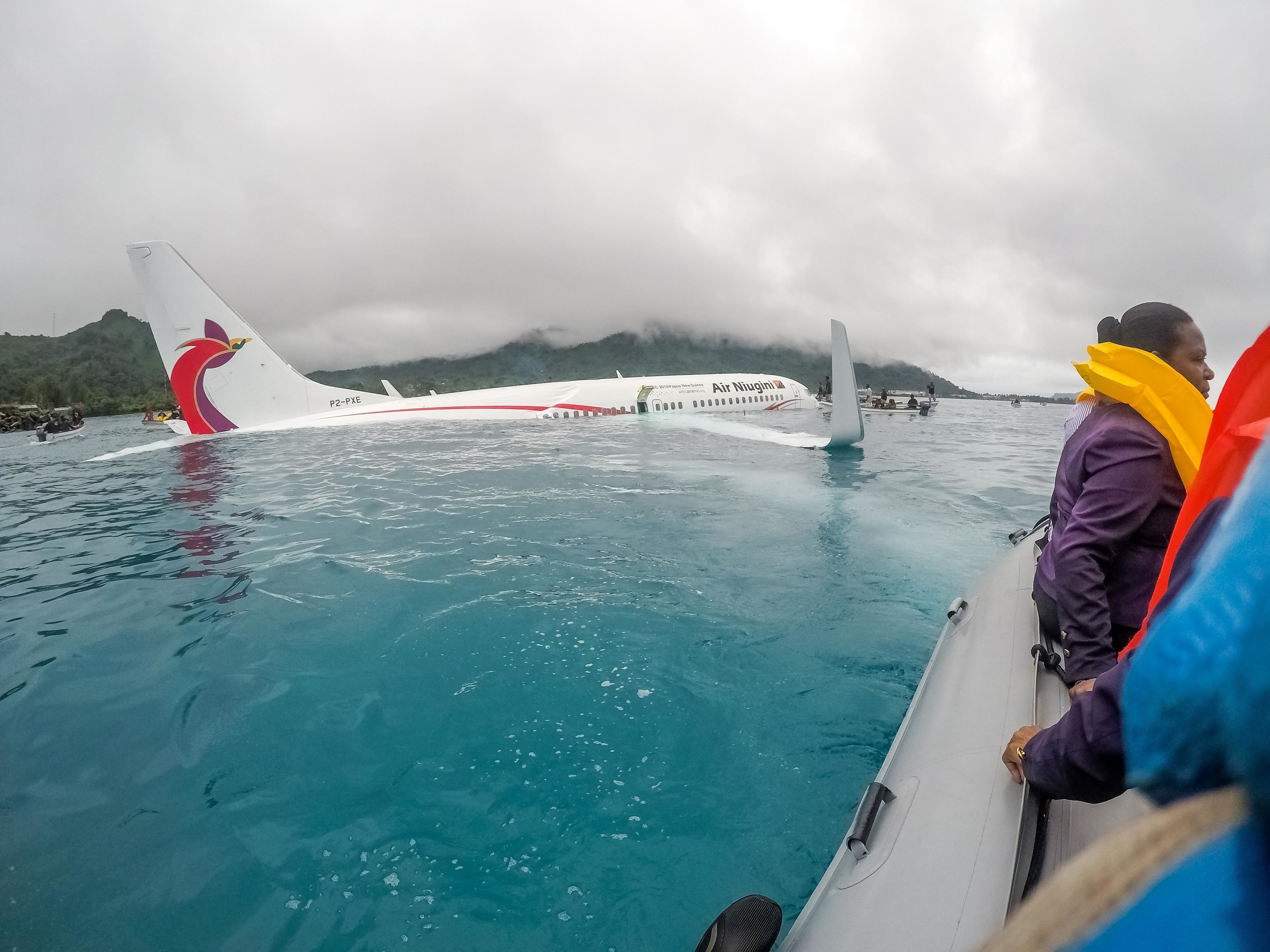
Rettungsaktion nach Air-Niugini-Flug 73 am 28. September 2018

- Am 28. September 2018 verfehlte eine 13 Jahre alte Boeing 737-800 (P2-PXE) der Air Niugini auf einem innermikronesischen Flug von Pohnpei kommend bei Starkregen und schlechter Sicht am Flughafen Chuuk die Landebahn und landete in einer Lagune. An Bord waren 35 Passagiere und 12 Besatzungsmitglieder, die sich aus dem noch etwa eine Stunde nach der Wasserung schwimmenden Flugzeug in herbeigeeilte Boote retteten. Der Leichnam eines vermissten Passagiers wurde am 1. Oktober 2018 durch Taucher geborgen. Unter den Überlebenden gab es mehrere zum Teil schwer Verletzte. Das Flugzeug ist ein wirtschaftlicher Totalschaden (siehe auch Air-Niugini-Flug 73).[125][126][127]

- Am 29. Oktober 2018 stürzte eine Boeing 737 MAX 8 (PK-LQP) der indonesischen Lion Air am frühen Morgen vor der Küste Javas ins Meer. Die mit 189 Personen voll besetzte Maschine war auf dem Weg nach Pangkal Pinang; alle Insassen wurden getötet. Um 06:33 Uhr Ortszeit, dreizehn Minuten nach dem Start vom Flughafen Soekarno-Hatta in Jakarta, verlor die indonesische Flugsicherung den Kontakt zu der Maschine. Es handelte sich um den ersten Totalverlust einer Boeing 737 der MAX-Familie sowie um den Unfall mit den meisten Todesopfern der gesamten 737-Familie.[128][129] In Folge der Unfallermittlungen veröffentlichte die Bundesluftfahrtbehörde der Vereinigten Staaten am 7. November eine Lufttüchtigkeitsanweisung mit der höchsten Dringlichkeitsstufe (Emergency Airworthiness Directive (AD), Nr. 2018-23-51) für die Boeing Modelle 737 MAX 8 und MAX 9, in der Flugzeugbetreiber aufgefordert werden, die Flugzeug-Handbücher der betreffenden Modelle binnen drei Tagen entsprechend einem von Boeing erst kurz vorher veröffentlichten Sicherheitsbulletin zu aktualisieren,[130][131] in dem Boeing auf den Umgang mit fehlerhaften Daten des Anstellwinkelsensors AoA aufmerksam gemacht hatte.[132] Unter anderem betrifft die dringliche Lufttüchtigkeitsanweisung das Verhalten des Maneuvering Characteristics Augmentation Systems (MCAS), welches bei den MAX-Modellen der Boeing 737 kritische Flugsituationen erkennen und korrigieren soll. Dieses bezieht seine Daten unter anderem vom Anstellwinkel-Sensor und greift automatisch über die Trimmung massiv in die Steuerung des Flugzeugs ein, indem es die Höhenflosse so verstellt, dass das Flugzeug die Nase nach unten nimmt. Das System beendet diese Trimmung nur, wenn einer der Piloten manuell über Schalter am Steuerhorn in die andere Richtung trimmt, beginnt aber nach 5 Sekunden immer wieder mit Trimmversuchen; dieser Eingriff kann dauerhaft nur beendet werden, wenn die elektrische Trimmung ganz abgeschaltet wird. Trotzdem hatte Boeing die Existenz des MCAS-Systems – und dessen mögliche Fehlfunktionen – bewusst verschwiegen, um die Umschulung der NG-Piloten auf die MAX-Modelle zu vereinfachen. Nach Angaben von Piloten wurde das MCAS nicht einmal in den Handbüchern erwähnt (siehe auch Lion-Air-Flug 610).[133]

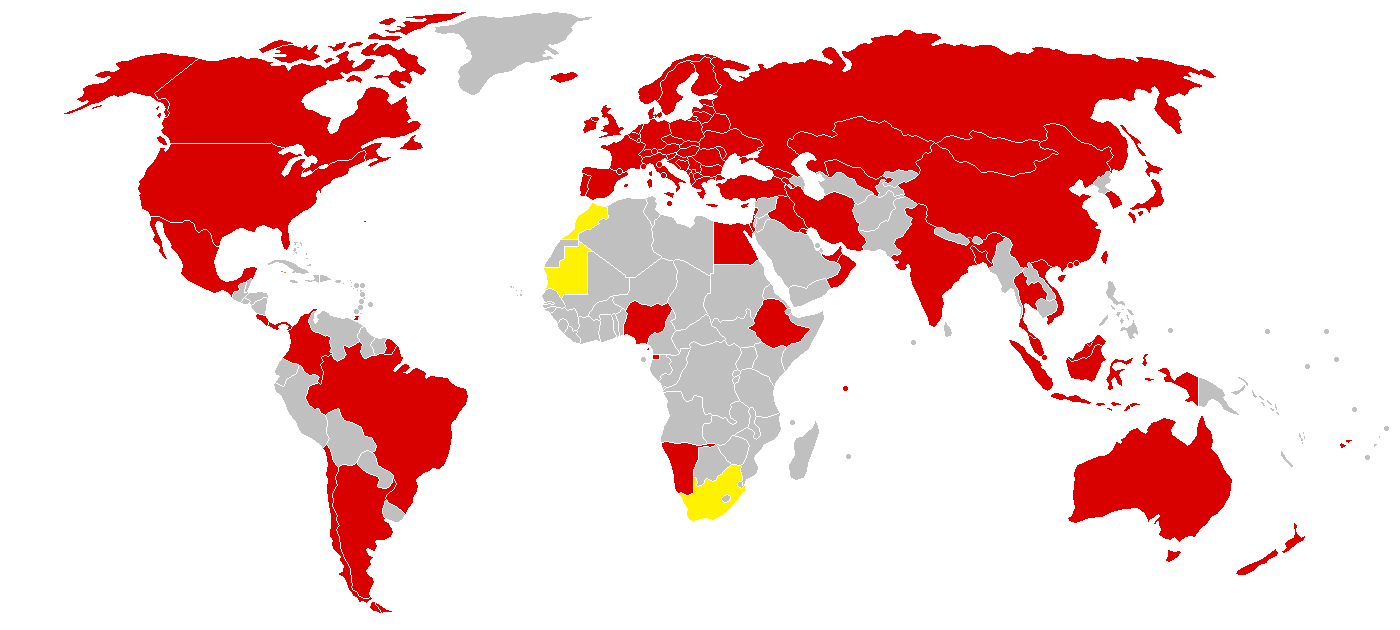
Betriebsverbote der 737-MAX-8-Version nach Absturz vom 10.03.2019 nach Ländern:
rot: durch Behörden erklärt
gelb: nur durch Airlines erklärt

- Am 10. März 2019 stürzte eine Boeing 737 Max 8 (ET-AVJ) der Ethiopian Airlines mit 149 Passagieren und 8 Besatzungsmitgliedern an Bord auf dem Flug 302 von Addis Abeba nach Nairobi kurz nach dem Start ab. Alle 157 Insassen kamen dabei ums Leben.[134] Es war der zweite schwere Zwischenfall einer Boeing 737 Max 8 innerhalb von knapp fünf Monaten. In der Folge wurden weltweit Betriebsverbote für „Max“-Versionen erteilt (siehe auch Ethiopian-Airlines-Flug 302). Ein US-Gericht entschied im Oktober 2022, „dass es ohne [eine kriminelle] Verschwörung bei Boeing nicht zu den Abstürzen gekommen wäre.“[135]

- Am 3. Mai 2019 schoss eine Boeing 737-800 (N732MA) der US-amerikanischen Miami Air International mit 7 Besatzungsmitgliedern und 136 Passagieren an Bord auf dem Flug LL-293 vom Leeward Point Field in Guantánamo Bay, Kuba nach Jacksonville, Florida über die Landebahn der Jacksonville Naval Air Station hinaus und stürzte in einen Fluss. Das Flugzeug wurde stark beschädigt, 21 Insassen erlitten Verletzungen.[136][137]

- Am 8. Januar 2020 stürzte eine Boeing 737-800 der Ukraine International Airlines (UR-PSR) auf dem Flug PS752 gegen 06:15 Uhr Ortszeit kurz nach dem Start vom Flughafen Teheran-Imam Chomeini ab. Nach Angaben der staatlichen iranischen Nachrichtenagentur IRNA, des staatlichen Fernsehsenders Press TV und des ukrainischen Außenministeriums gab es unter den 176 Personen an Bord, davon 167 Passagiere und 9 Crew-Mitglieder, keine Überlebenden.[138] Die iranische Revolutionsgarde räumte den versehentlichen Abschuss des Flugzeugs ein.[139]

- Am 5. Februar 2020 kam es zu einem Unfall mit einer Boeing 737-800 der türkischen Pegasus Airlines (TC-IZK), welche auf der nassen Landebahn 06 vom Flughafen Istanbul-Sabiha Gökçen[140] aufgrund unzulässig hohen Rückenwindes von 19 Knoten (anstelle höchstzulässiger 10 Knoten bei dieser Maschine) über das Landebahnende hinausschoss und beim Zusammenprall mit der Flughafenbegrenzungsmauer in drei Teile zerbrach. Vermutlich durch den Rückenwind setzte die Maschine erst im letzten Drittel der Landebahn zur Landung auf, was sicheres Landen unmöglich machte. Nach zwei Kollisionen mit Flughafeneinrichtungen kam es erst außerhalb des Flughafengeländes zum Stillstand. Es gab drei Tote und 179 Verletzte.[141]

- Am 7. Mai 2020 wurde eine auf der Landebahn 17R des Austin-Bergstrom International Airport befindliche Person von einer rollenden Boeing 737-700 der Southwest Airlines tödlich getroffen. Mit der Maschine sollte der Flug von Dallas Love Field nach Austin durchgeführt werden (siehe auch Southwest-Airlines-Flug 1392).[142][143]

- Am 7. August 2020 schoss eine Boeing 737-800 der Air India Express (VT-AXH) am Calicut Flughafen nahe der Stadt Kozhikode gegen 19:45 Uhr Ortszeit über das Ende der Landebahn hinaus. Die aus Dubai kommende Maschine rutschte wegen starken Regenfällen über die Piste hinweg und zerbrach in zwei Teile. Dabei kamen von den 191 Menschen an Bord 19 ums Leben. Viele weitere wurden verletzt (siehe auch Air-India-Express-Flug 1344).[144]

## Seit 2021
- Am 9. Januar 2021 stürzte eine Boeing 737-500 der indonesischen Sriwijaya Air (Luftfahrzeugkennzeichen PK-CLC) vier Minuten nach dem Start vom Flughafen Soekarno-Hatta (Indonesien) in die Javasee. Das Flugzeug befand sich auf dem Weg zum Flughafen Supadio in Pontianak. Alle 62 Insassen (56 Passagiere und 6 Besatzungsmitglieder) starben. Die offiziellen Untersuchungen ergaben, dass die Piloten auf ein Problem mit der automatischen Schubkontrolle nicht korrekt reagiert hatten und dadurch einen Strömungsabriss verursacht hatten (siehe auch Sriwijaya-Air-Flug 182).[145][146]

Unterwasseraufnahme der Bugsektion der im Juli 2021 verunfallten Boeing 737 der Transair

- Am 2. Juli 2021 wurde ein Frachtflugzeug des Typs Boeing 737-200 der US-amerikanischen Trans Executive Airlines (Transair Cargo) (N810TA) 12 Minuten nach dem Start vom Flughafen Honolulu drei Kilometer vor der Küste der Hawaii-Insel Oahu notgewassert. Das Flugzeug befand sich auf einem Nachtflug nach Kahului, als das Triebwerk Nr. 2 (rechts) ausfiel. Kurz darauf wurden auch Probleme mit dem Triebwerk Nr. 1 gemeldet, was aber daran lag, dass der Kapitän auf Zuruf des Kopiloten den Schubhebel Nr. 1 auf Null zurückgezogen und damit das falsche Triebwerk abgestellt hatte.[147] Die Piloten versuchten, zum Flughafen zurückzukehren, mussten aber 9 Kilometer westsüdwestlich davon notwassern. Der Kopilot wurde nach Eintreffen der Rettungskräfte auf treibender Fracht liegend gerettet, der Kapitän stand auf dem gerade noch herausragenden Heck des versinkenden Flugzeugs. Wenige Sekunden danach versank es vollständig und er konnte schwimmend gerettet werden. Beide wurden verletzt.[148][149][150][151][152]

- Am 21. März 2022 stürzte eine Boeing 737-800 der China Eastern Airlines auf dem Weg vom Flughafen Kunming-Changshui nach Guangzhou in der chinesischen Region Guangxi bei Wuzhou ab. Alle 132 Menschen an Bord starben (siehe auch China-Eastern-Airlines-Flug 5735).[153][154][155]

- Am 24. September 2022 schoss eine Boeing 737-400 der spanischen Swiftair (Luftfahrzeugkennzeichen EC-NLS), betrieben für West Atlantic Sweden, während der Landung auf dem Flughafen Montpellier (Frankreich) über das Landebahnende hinaus und rutschte mit dem Bugfahrwerk und dem Rumpfbug in einen angrenzenden See. Alle drei Insassen überlebten. Am 4. Oktober 2022 wurde mitgeteilt, dass die Maschine abgeschrieben werden solle.[156]

- Am 5. Januar 2024 verlor eine gut zwei Monate zuvor gelieferte Boeing 737 MAX 9 der Alaska Airlines während eines Fluges von Portland nach Ontario, Kalifornien 7 Minuten nach dem Start in knapp 4.900 Metern Flughöhe ein Teil der Flugzeugwand im Bereich des bei dieser Maschine stillgelegten hinteren linken Notausgangs.[157][158][159] Die Dekompression der Zelle bewirkte das Auslösen der Sauerstoffmasken für die Passagiere. Diese waren angegurtet, der Sitzplatz unmittelbar bei der entstandenen Öffnung war unbesetzt. Die Pilotin ging in den Sinkflug, kehrte um und landete nach 20 Minuten Flug wieder am Ausgangsflughafen. Nur von einem am Gehör verletzten Passagier wurde berichtet. Als Konsequenz erließ die Bundesluftfahrtbehörde der Vereinigten Staaten (FAA) am Folgetag ein vorläufiges Flugverbot für 171 Maschinen dieses Typs.[160][161] Der weggeblasene „door plug“ wurde nach Aufrufen der NTSB abgestürzt am Boden im Garten eines Wohnhauses gefunden. Am 7. Februar 2024 wurde bekannt, dass der Maschine nach Erkenntnissen von US-Unfallermittlern Befestigungsteile fehlten. Es hätten vier Bolzen in einem Sicherungsmechanismus gefehlt, teilte die Ermittlungsbehörde NTSB in einem vorläufigen Bericht mit (siehe auch Alaska-Airlines-Flug 1282).[162]

- Am 25. November 2024 verunglückte ein durch die spanische Swiftair betriebenes DHL-Frachtflugzeug des Typs Boeing 737-400 mit dem Luftfahrzeugkennzeichen EC-MFE auf dem Weg von Leipzig zum Flughafen Vilnius (VNO) im Landeanflug. Die Maschine schlug 1,6 Kilometer vor der Landebahn in einem Wohngebiet auf. Von den vier Besatzungsmitgliedern starb eines am Unfallort (siehe auch European-Air-Transport-Leipzig-Flug 5960).[163][164]

- Am 29. Dezember 2024 verunglückte eine Boeing 737-8AS der südkoreanischen Fluglinie Jeju Air mit dem Luftfahrzeugkennzeichen HL8088, gestartet vom Flughafen Bangkok-Suvarnabhumi (Thailand) bei der Landung auf dem Flughafen Muan (Südkorea). Nur 2 von 181 Insassen überlebten das Unglück (siehe auch Jeju-Air-Flug 2216).[165]